# 唐朝
唐朝（618年6月18日—690年10月16日、705年3月3日—907年5月12日）是中国历史上的一個重要朝代，國祚289年，历22位皇帝（包含武则天，中國首位且是唯一一位受正史承认的女皇帝）。国号唐是晋的古名，泛指今山西省的中心地域。唐朝由唐高祖李淵所建立的汉族为主的多民族统一的强大帝國，與隋朝合稱隋唐。唐朝皇室出身關隴集團，其先祖李虎在南北朝的西魏是八柱国之一，封为唐国公:254。隋朝時李淵为晉陽（今山西太原）留守，在隋末民變爆發後出兵入關中以爭奪天下，於618年受隋恭帝杨侑禪位建國唐朝，在唐朝开国战争中贏得勝利，統一天下。唐朝首都是长安（今陕西西安）和洛阳（今河南洛阳），陪都为北都太原與其他陪都。
唐朝歷史可以概略分成數期，大致上以安史之亂為界。初唐國力強盛，唐太宗擊敗強敵突厥，受尊「天可汗」，成就貞觀之治。唐高宗時期擊敗高句麗等強敵，領土面積達到巔峰，建立永徽之治。繼太宗和高宗後，進入女性統治時期，高宗之皇后武瞾於690年建國周，即武周，唐朝國號首滅。直到705年因神龍革命使唐中宗復辟，女性統治直到唐玄宗繼位後才結束。玄宗時進入盛唐，是唐朝的第二高峰與轉折，開元時期玄宗革除前朝弊端，政治開明，威服四周國家，史稱開元盛世:36。天宝年间，全国人口达8,000万之多。到天寶時期，政治逐漸混亂，於755年爆發安史之亂。亂後進入中唐，唐朝受到藩鎮割據、吐蕃回紇的侵擾、宦官專權與牛李黨爭等蜂擁而至，使得唐朝一直未能完全復盛。雖然有唐憲宗的元和中興、唐武宗的會昌中興與唐宣宗的大中暫治，但是這些都未能根治唐朝的內憂外患。在晚唐時因為政治腐敗，爆發了唐末民變，其中黃巢之亂更是严重破壞江南經濟，极大动摇了王朝的统治基础，致使李唐政权日暮途穷，大厦将倾。最终，藩鎮霸主朱全忠做大后胁迫唐昭宗迁都洛阳，竝於907年逼唐哀帝禅位，唐朝彻底滅亡。朱全忠建國称帝，史称后梁，中国就此进入五代十国时期:424。
唐朝的疆域廣大但時常變動。其鼎盛时為公元7世纪，當時中亚的綠洲地帶受唐支配。疆域最大範圍為建立南至羅伏州（今越南河靜）、北括玄闕州（今俄羅斯安加拉河流域）、西及疾陵府（今伊朗扎博勒）、東臨雞林州（今南韓慶州）的辽阔疆域，國土面積達1237萬平方公里。
唐朝全盛时在文化、政治、经济、外交等方面都达到了很高的成就。其政治為三省六部制，前期中央權力在皇帝與宰相，到後期變成皇帝與宦官。在唐朝統治末年，軍閥們擁兵自重，不聽朝廷詔令，並時常騷擾朝廷，讓朝廷飽受內憂外患之苦。唐朝模仿隋朝推行科舉制度，使得晉朝南朝的世族制度不再興起。唐朝軍事制度前期採用府兵制，軍力強盛，多次擊敗外族。後期則出現節度使（藩鎮）等特殊單位，還出現了四十八個藩鎮。唐朝是當時世界上最強大的國家，與突厥、高句丽、吐蕃、大食爭奪四方霸權。藉由羈縻制度維繫與回紇、契丹等等北方各族的關係，並且讓新罗、渤海国和日本等國家吸收唐朝的文化與政治體制:38。唐朝的經濟富盛，結合華北、關中與江南的經濟，到後期更加依重江南赋税。土地、盐铁與赋税制度隨著社会改變而改革，由均田制與租庸調制轉向兩稅制，並且增加許多雜稅。其中兩稅制影響中國後半期的賦稅制度:424。唐朝文化兼容並蓄，曾經受到胡风的影响，也接納各個民族文化與宗教，進行交流融合，成為了開放的國際文化:126。其文學發展達到高峰，以詩最有興盛。當時有詩仙李白、詩聖杜甫等等。且有推行古文運動的韓愈。其史書與唐傳奇（文言短篇小說）也十分發達。由於吸收了西域特徵與宗教色彩，唐朝藝術與前後朝代都迥然不同，其壁畫、雕刻、書法與音樂都很發達:758。唐朝声誉远及海外，其歷史地位极其深远重要，到明清時期海外多称中国人为“唐人”。

## 國號
北周武帝在位期間，西魏八柱國之一李虎之子李昞受封唐國公。李昞去世後，其子李淵繼承唐國公爵位。隋朝建立後，李淵依舊沿襲唐國公爵位。李淵稱帝建國之後，以唐為國號。

## 歷史
唐朝時期漫長，大致上可以分成前期與後期。其分界點可按政治與經濟角度區分成安史之亂與兩稅法的頒布。安史之亂之前，唐朝國力強盛，經濟繁榮，武將四處開疆拓土，文臣穩定朝政，是唐朝的鼎盛時期。亂事發生後，唐朝遭遇許多問題，國力趨向衰退。從經濟的角度看，前期採取均田制與租庸調制，在德宗頒布兩稅法後，中國後期的土地制度和賦稅制度基本上以兩稅法為基礎。比較傳統的分法有四分法，即高祖至高宗的「初唐」、武則天至玄宗的「盛唐」、肅宗至文宗的「中唐」與武宗至哀帝的「晚唐」四個時期。

### 开国统一

建立唐朝的高祖李淵

传统史料以唐朝皇室出自陇西李氏，陳寅恪经考證认為其为赵郡李氏之后，而朱希祖考證认为确系陇西李氏，屬於關隴集團之一，與北周皇室和隋朝皇室的關係密切:255。其先祖為南北朝時期的李虎，他因功被封為西魏的八柱国之一，封陇西郡公。其子李昞在北周时封唐国公。唐朝皇室以老子后裔自居，于佛道之争时偏袒道教。
唐朝皇室先祖為南北朝時期的李虎，他因功被封為西魏的八柱國之一。北周建立後，北周武帝封李虎之子李昞為唐國公，後由李昞之子李淵繼承爵位。隋文帝建立隋朝後，李淵依舊沿襲唐國公爵位。隋煬帝繼位後，李渊受煬帝重用，於616年被派為太原留守，但煬帝對他也不放心，派王威與高君雅監督之:37。大業年间，由於煬帝過度使用國力與三征高句丽的失败，使得各地民變不止，史稱隋末民变。李渊見天下大亂，隋朝的灭亡不可扭转，便生起取而代之的念头。617年李淵殺王威、高君雅，在太原起兵造反。不久，李淵率諸子眾將攻破守備關中的屈突通，占領隋都大興城。李淵擁立楊侑為帝，是為隋恭帝，遙尊煬帝為太上皇，自任大丞相，進封唐王:37。而在揚州的煬帝，他心灰意冷，不願返回關中，最後於618年的江都政變中被宇文化及等叛軍殺害。李淵藉此機會，於同年五月迫使恭帝禅位，建國唐朝，即唐高祖。都城大兴改名為长安，封嫡長子李建成為太子、嫡次子李世民為秦王、嫡四子李元吉為齊王:37。
高祖建立唐朝后以关中为基地逐步统一天下。在入主關中前，先派使吹捧占據河南的瓦岡軍李密，使其成為東方的屏障。入主關中後，派李世民於淺水原之戰平定西北金城的薛舉、薛仁杲，派唐使安兴贵、安修仁生擒武威的李轨。620年派李世民於柏壁之戰击败入侵河东（今山西省）的刘武周、宋金刚。而後洛陽鄭帝王世充与河北夏帝窦建德宣布结盟，聯合抗唐。622年李世民於虎牢之戰擊潰聯軍，俘窦建德，王世充投降。窦建德的余部刘黑闼也被李建成擊潰，河北至此平定。623年辅公祏率杜伏威余部在丹阳反唐，隔年被唐军俘杀，江南平定。而兩湖地區也在621年唐将李靖於唐平蕭銑之戰獲勝，梁帝萧铣於江陵降唐。翌年，嶺南馮盎降服，又虔州林士弘死，汉地歸唐朝所有:11。依據五行相生順序，隋朝「火」德之後為「土」德，因此唐朝以「土」為皇朝德運並以與土德對應之黃色為正色。

### 貞觀之治

开创贞观之治的唐太宗李世民

唐朝的崛起有賴秦王李世民，他的军事才能突出，率军赢得多次关键胜利，受封天策上將。掃平群雄後，李世民與太子李建成為了皇位繼承權而鬥爭。626年李世民發動玄武门之变，誅殺太子李建成及齊王李元吉，控制長安。高祖深知形勢，於是禪讓帝位，成為太上皇。李世民繼位，即唐太宗:41，為唐朝第二代皇帝。
太宗勵精圖治、納諫如流，逐漸恢復唐朝的國力。在內政方面，太宗推行均田制與租庸調制，提升農業發展:425。在職官制度上，改良隋朝的制度，形成三省六部和科举選士制，限制皇权發展與貴族世襲等惡習。太宗不計出身，網羅一大批精明強幹的大臣，比如房玄龄、杜如晦、长孙无忌、魏徵、马周、高士廉和蕭瑀等文臣，尉遲敬德、李靖、侯君集、程知節、李世勣和秦叔寶等武將。此外，太宗派官員四處詢問百姓的生活情況，然後把各官員的功過寫在屏風上，以便褒貶:256。
對外方面，太宗採取積極防禦、以戰止戰的策略，以及用羁縻與武力的方式安撫四方:212。隋末唐初之際，北方東突厥汗國十分強大，時常南下侵擾，並且介入中原各勢力。唐朝初期百廢待舉，626年東突厥突然襲擊长安，率軍抵達距離長安不遠的泾阳（今陕西咸阳泾阳县）。對此太宗亲率高士廉、房玄龄等在渭水隔河與突厥可汗對峙，定下渭水之盟。之后，太宗積極對付突厥，挑拨颉利可汗與突利可汗的關係，以及突厥与週圍诸部的关系。627年东突厥的藩屬薛延陀、回纥、拔也古、同罗诸部因為不認同颉利可汗的政令與改革国俗，紛紛脫離，改立薛延陀部为可汗，突利可汗也歸降唐朝。628年朔方人梁洛仁杀盤據夏州的梁师都，归降唐朝。而东突厥在分裂後又遇到大雪侵襲，牲畜大多被冻死饿死。629年李靖率騎兵奇襲攻滅东突厥，隔年北方各族入貢長安，諸民族尊稱太宗為天可汗。635年派李靖攻占吐谷渾，657年派蘇定方西征攻下西突厥汗國，641年派文成公主與吐蕃贊普松贊干布通婚。這些都穩定唐朝與四方各國的關係:212:75。
贞观時期國家安定，經濟得到恢复和发展，史稱“贞观之治”。《資治通鑒》記載，貞觀四年（630年）一斗米不過三、四錢，全年死刑犯僅二十九人。成书于中宗时期的《贞观政要》中对于太宗政績的總結，成爲日本和新罗帝王的治国教科書，亦為後世君主模彷學習的對象:45。

### 帝后共治

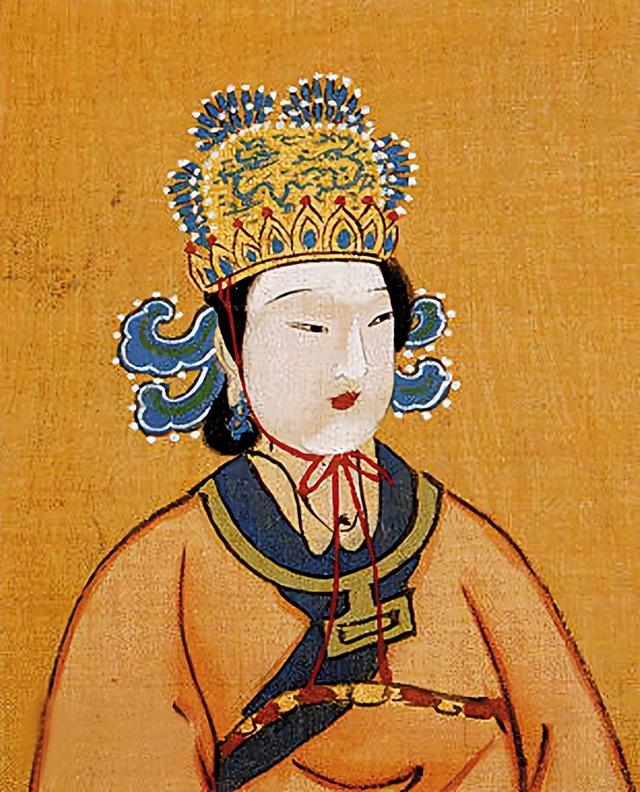
武周開國皇帝武曌，人稱「武則天」，中国历史上唯一的正統女皇帝

### 帝共治
太宗晚年，發生太子李承與魏王李泰內鬥的事件。所以太宗廢承乾，逐李泰，改立晉王李治為太子。太宗去世後，李治即位，即唐高宗。此時唐朝承繼贞观之治，國力鼎盛，史稱永徽之治。當時尚有宿將如李勣、蘇定方、薛仁貴等，名臣長孫無忌、褚遂良等。對內持續推行均田制，選用較低級但有才能的官吏。對外於659年消滅西突厥，疆域西擴至鹹海與阿姆河一帶，設立安西都護府於碎葉城（今吉爾吉斯斯坦托克馬克市）。並且於蔥嶺以西設置十六個都督府，讓吐火羅葉護、訶達羅支國王等等中亞君主兼任都督。在東方，与新罗联合滅掉東北強國高句丽和百济，並白江口之战擊敗日本援軍。唐朝在朝鮮半島建立安東都護府，最终导致唐罗战争，也間接促使新羅統一朝鲜半岛:24。
高宗中期以后，任命皇后武氏協助理政。武則天原為太宗時期的才人，太宗死後被高宗招入宮中。她在權力鬥爭中獲勝，被立為皇后，史稱「素多智計，兼涉文史」。656年起，高宗因健康原因，許多政事都逐漸交給武后處理，武后成為最高統治者之一，與高宗並稱「二聖」（天皇與天后）。高宗去世後，太子李顯即位，是為唐中宗。因為與中宗不合，武太后不久將中宗廢為廬陵王，改立四子李旦為帝，是為唐睿宗。武后平定徐敬業的反叛後，於690年廢睿宗，即皇帝位，改國號為周，即武周，改東都洛陽為「神都」，上尊號「聖神皇帝」，人稱「武則天」，改立李旦為皇嗣，成為中國歷史上唯一的女皇帝:55。在武則天掌權與稱帝的期間，國家人口持續增長。武则天执政期间，科舉制度得以進一步完善，開創出殿試和武舉，她大力提拔科舉出身的官員。這批官員中有許多在後世成為賢臣能吏、如狄仁傑、張柬之、張仁願、姚崇等。然而由於武則天本人信仰佛教，她大量賞賜和尚尼姑田產，徵用農田建造佛寺，土地兼並嚴重、導致均田制崩潰。:57。武則天執政的另一特點是強力控管，主要有嚴厲鎮壓徐敬業等反對派、屠殺唐宗室親王與支持唐朝的大臣將領。鼓勵告密，暗中監控官吏、諸侯，以及推廣酷吏制度。扶持武三思、上官婉儿等黨羽。這些在后世经常受到史學家的批评:26。
武則天晚年，聽從狄仁傑的勸告，重立李顯為太子，改立李旦為相王。705年武則天病重時，宰相張柬之與將領李多祚等人擁太子李顯發動政變，他們杀女皇的男宠张易之兄弟，逼武則天退位。中宗李顯重祚，唐朝復辟，封其弟李旦為安國相王，其妹太平公主為鎮國太平公主，史称神龍革命。中宗統治經驗頗為缺乏，在位時政治腐敗，貪墨成風。他受到韋、女兒安乐公主和武氏黨羽武三思等人迷惑，將功臣張柬之和敬琿等人全部流放誅殺。韋后與安樂公主野心勃勃，想要成為武則天第二。他們與上官婉儿聯手迫使太子李重俊發動景龍之變，重俊最後事敗被殺:259。710年韋后和安樂公主疑似唆使他人在餅中下毒害死中宗，立溫王李重茂為帝，即殤帝，並且打算加害相王李旦。李旦之子李隆基在姑母太平公主的協助下發動唐隆政变，誅盡韋后與武氏勢力，擁立睿宗李旦復辟為帝:59。睿宗復位後，立其子李隆基為太子，同意其妹太平公主干預政局，雙方時常發生權力鬥爭。712年睿宗決定禪讓帝位，太子李隆基即位，即唐玄宗。但是玄宗宣稱太平公主又準備用羽林軍兵變。隔年，玄宗賜死太平公主，發兵誅殺與其黨羽，即先天政變，結束唐朝自高宗中期以來女性主理政治局面，並結束自神龍革命8年以來多次在首都政變和政局混亂的局面，結束了干政之禍。:27

### 开元盛世

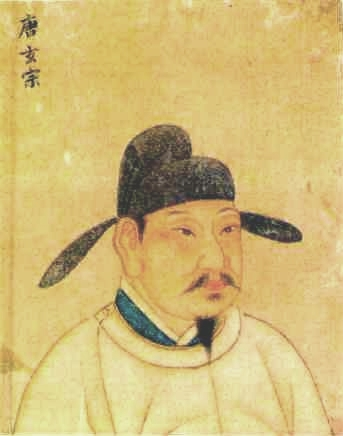
唐玄宗是有唐代國勢衰弱的轉捩點。後世史學家常發表言論感嘆大唐盛世是瞬間的沒落

唐玄宗時期可分為開元與天寶兩個部分，其中開元時期的政治比較清明。因為武韋當政以來政治日益敗壞，玄宗提出以武、韋為戒，以貞觀為榜樣，作為執政的指導思想。他先後任用姚崇、宋璟、盧懷慎、张九龄與韓休等賢臣，並且廣納諫言。例如采纳张九龄的建议，將京官中有能之士外调为都督刺史以训练行政能力，又將有為的都督刺史升为京官。增进中央与地方的沟通、了解和信任。裁減武周中宗時期的員外官等冗官，精簡機構以便節省開支與提升行政能力。嚴格執行法律，抑制權貴，就算是皇親國戚犯罪，也繩之以法。對於穩定社會秩序產生良好的影響。加強執行均田制，打擊土豪。發展農業生產，興修水利，擴大耕地面積，大大提升農業生產力。對外方面，改善與吐蕃、東突厥、契丹與奚的關係，推行和親政策。聽從姚崇與宋璟的建議，充實邊防軍務，並且避免與外族發生戰爭。這些措施使唐朝進入第二個全盛時期，人口大量增長，物產豐富，史稱开元盛世:61。當時不僅中原地區、江淮地區以及成都平原經濟發達，連人口較少的隴右河西地區也逐漸繁榮:33。
天寶時期時，玄宗志得意滿，放縱享樂，不問國事，先後寵愛武惠妃及兒媳楊貴妃。此時國政漸亂，玄宗罷免賢相張九齡，相繼以李林甫與楊國忠為相。李林甫有“口蜜腹劍”的惡名，:440，他蔽塞言路，排斥賢才，採取任用不擅文采的蕃將為邊將以杜絕「出將入相」之源，使得唐廷陸續任用高仙芝、哥舒翰與安祿山等邊將。此時宦官也逐漸崛起，高力士權勢炙手可熱:261。在軍事上，由於唐朝多年的戰爭使得府兵制崩潰，兵源逐漸改為募兵制，禁軍也進一步獲得擴大。玄宗為了便於管控遼闊的邊疆，於722年設置九個節度使與一個經略使。節度使不只負責軍事，之後還兼顧地方民政與財務，久之形成節度使尾大不掉的局面，也成為藩鎮割據的遠因:64。對外方面，玄宗好大喜功，為此邊將經常挑起對外戰事，以邀戰功。當時唐朝正與吐蕃、黑衣大食（即阿拉伯帝国的阿拔斯王朝）爭奪在西域與中亞的勢力，其中以751年的怛罗斯战役最有名。唐將高仙芝被阿拔斯王朝與石國聯軍擊潰而削弱唐朝在中亞地區的絕對主導地位，而後因為中土爆發安史之亂，唐朝在中亞以及西域的影響力遭到徹底摧毀:35。

### 盛极而衰

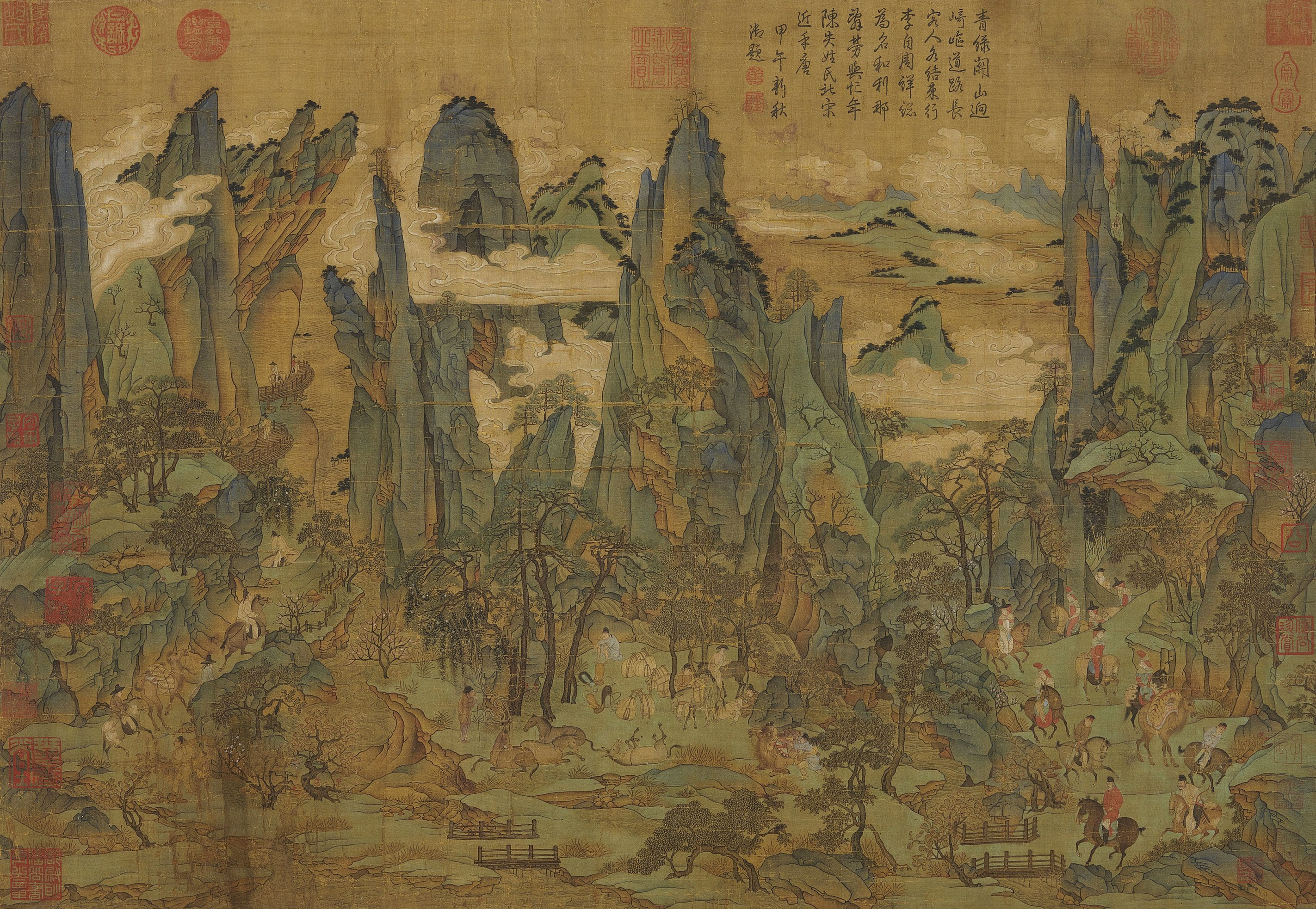
明皇幸蜀圖，唐李昭道繪，國立故宮博物院藏

節度使的權力甚大，當與中央發生衝突時，就很有機會發生叛亂。當時又以身兼范阳、平盧、河東三鎮節度使的安祿山最有機會，他深獲玄宗寵信，與丞相楊國忠勾心鬥角。755年十一月，安祿山以討伐楊國忠為由發動叛亂，史稱安史之亂。楊國忠與封常清認為敵軍不足憂慮，命郭子儀自朔方出兵河北、高仙芝提大軍出潼關戰關東。十二月，封、高兩將皆敗，東都洛陽淪陷，唐軍退守潼關。封、高二人被讒言所殺，改由哥舒翰堅守潼關。於河北舉兵的常山（今河北正定）太守顏杲卿也在隔年正月被叛將史思明擊潰，關東一帶盡數淪陷。然而郭子儀與河東李光弼進軍河北，會師恆州（今河北真定），擊敗叛军将领史思明，叛军軍心大亂。然而，玄宗與楊國忠急於平亂，強迫哥舒翰出兵。六月，哥舒翰將兵八萬與賊將崔乾祐戰於靈寶西原，官軍大敗，死者十六七。哥舒翰退至潼關，為其帳下火拔歸仁以左右數十騎執之降賊，關門不守，京師大駭，玄宗緊急南逃蜀地成都，途中發生马嵬驿之变，楊國忠與楊貴妃在憤怒士兵的要求下被殺:262。而太子李亨奉玄宗之命，前往西北靈武募兵。安祿山占据長安後建僭燕。七月，李亨抵達靈武後，在宦官李辅国擁立下稱帝，即唐肅宗，奉玄宗為太上皇:67。
肅宗命其子李俶統領諸將，以李泌輔佐，派僕固懷恩出使回紇請兵。當時唐將房琯反攻長安失敗，局勢一度危急。757年叛军內訌，安祿山之子安慶緒殺父奪位，史思明回守范陽，並掌握河北軍力。繼而郭子儀和李光弼率軍返回靈武，並聯合回紇，於年底收復長安。然而叛军早於十月攻克江淮重鎮睢陽（今河南商丘），張巡與許遠戰死。所幸郭子儀接著攻下洛陽，牽制叛军。不久，安慶緒退回鄴城（今河北臨漳），謀除史思明。史思明得知後投降唐朝，叛军勢力只剩鄴城一帶，758年郭子儀、李光弼等九節度使圍攻鄴城。然而唐廷想要消滅史思明之事外洩，史思明於隔年三月復叛，率叛军南下擊潰唐軍，史稱鄴城之戰。郭子儀被魚朝恩讒毀而返回長安；史思明殺安慶緒，併吞其部，自稱帝，以范陽為都；李光弼因叛军攻克洛陽而退守，局勢急轉直下:66。761年李光弼反攻洛陽失敗，史思明獲捷後居然被其子史朝義所殺，叛軍分崩離析。762年太上皇與肅宗相繼去世，太子李豫（原名李俶）繼位，即唐代宗。代宗派其子李适統領諸將，僕固懷恩為副，率唐軍與回紇軍攻克洛陽。史朝義北走范陽，僕固懷恩率軍追擊，河北叛將李懷仙也投降唐軍，並一同追擊。763年正月，史朝義在石頭（今河北唐山東北）自縊。

### 中唐困局

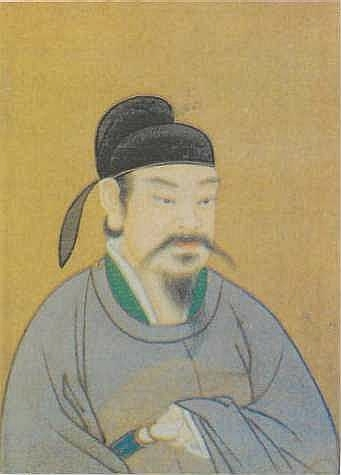
唐宪宗討伐各地藩鎮，加強中央權力，致力唐朝中興

安史之亂成為唐朝歷史上的转折点:139。藩鎮割據、外族入侵、宦官專權與牛李黨爭等蜂擁而至，成為唐朝的內憂外患:264。唐室為了盡快結束戰事，將安史降將就地封為節度使以安撫之。為了提防降將復叛，又遍地安置节度使。由於节度使兼管地方军事、政治和经济，全國各地幾乎處於半獨立的狀態:87。戰後關東人丁锐减，土地大量荒蕪，河北之地逐漸胡化，人民好武輕文，與詩賦取士的關中之地相比，形成截然不同的文化區。由於邊防軍調回平亂，外族紛紛入侵。吐蕃占領隴西、攻入關中，长安一度淪陷。回紇的勒索也消耗國力。宦官專權，李輔國、程元振擁立代宗為帝，是唐朝第一個受宦官擁立的皇帝，宦官魚朝恩更被委任統領禁兵。779年代宗就在這些亂事中去世，長子李适繼位，即唐德宗:88。
德宗在初期頗能勵精圖治，堅決削滅藩鎮，藩鎮對其較為敬畏。他起用楊炎推行兩稅法，以劉晏改革漕運，修改鹽法，行常平法以改善財政。但是他為人剛愎忌刻，沒有任人之明。781年任用奸相盧杞後，政治日非。聽信盧杞讒言，誅殺楊劉兩臣。政治的敗壞使藩鎮逐漸輕視，最後爆發亂事。同年，成德李寶臣去世，其子李惟岳不被唐室同意繼任，他就聯合魏博田悅與淄青李納舉兵叛亂。唐室派馬燧、李晟擊敗叛軍，田悅被中央軍圍困於魏州（今河北大名），李惟岳則被部下王武俊所殺。另一方面，盧龍朱泚入朝後，由其弟朱滔繼任盧龍節度使。由於盧龍朱滔與成德王武俊對朝廷不滿，就聯合淄青李納、淮西節度使（約今河南省東南）李希烈叛亂，共推朱滔為盟主。調來抵抗淮西的涇原軍也因為對朝廷賞賜不滿，爆發涇原兵變，唐帝出逃奉天（今陝西乾縣）。涇原軍入長安後，共立朱泚為帝，並且包圍奉天。李晟緊急率中央軍回師關中，與朔方軍李懷光解奉天之圍。事後，德宗因盧杞讒言而不召見李懷光，雖然最後盧杞被貶，李懷光仍然怨恨唐帝。784年德宗採用陸贄之策，同意諸藩鎮的要求，只有朱泚不赦，並且廢除苛稅，諸藩鎮紛紛歸服。朱滔和李希烈不願投降，拉攏李懷光倒戈，德宗又逃到梁州（今陝西南鄭）。同年，李晟收復長安，朱泚於東逃之際被部下所殺，李懷光也在隔年被馬燧、渾瑊所滅，淮西李希烈也被部下所殺，至此亂事平定。然而，唐室承認藩鎮的統治權，加深割據局面。由於德宗不信任將領，禁軍轉由宦官掌控，宦官權勢薰天:267。德宗晚年任用奸臣裴延齡，並且親暱宦官貪吏，國政日衰。805年德宗去世，太子李诵繼位，即唐順宗:89。
代宗遺留下來的問題越來越嚴重，順宗與憲宗都企圖解決，其中憲宗較為成功，實現元和中興。順宗以韋執誼為宰相，啟用以王叔文為首的改革派。他們廢除欺壓百姓的宮市和五坊小兒，減輕稅賦。任韓泰掌控神策軍，試圖奪取宦官軍權，史稱永贞革新。同年，順宗中風，宦官俱文珍利用太子李純想做皇帝的心理，聯合韋皋等等藩鎮迫使順宗讓位，藉此扳倒改革派，史稱永貞內禪。太子李純繼位，即唐憲宗。憲宗頗能駕馭宦官與外廷，做事勤勉政務，善於納諫。他採納杜黃裳的建議著手削藩。當時全國共有四十六處藩鎮，大都在半獨立的狀態，只剩浙江一帶還供應朝廷的財務來源。他採取擴寬財路，力行節儉的方式以穩固財力。由於藩鎮中以安史系最強，他先從較弱的藩鎮下手。806年劍南西川節度副使劉闢、夏綏留後楊惠琳與隔年的鎮海李錡先後叛變，被唐室一一平定。接著是牽制數十萬唐軍的安史系淮西節度使吳元濟，814年由於吳元濟四處掠奪且私自传位继承，憲宗先後派十六鎮的兵力討伐之，然而未能成功。期間淄青李師道與成德王承宗派人刺殺主戰派宰相武元衡，唐帝復以裴度代替，並以李愬（李晟之子）主討戰事。817年李愬採降將李祐之計，雪中奇襲吳元濟總部蔡州（今河南汝南），淮西平定。淄青李師道恐慌，憲宗派李光顏、李愬率軍討伐。兩年後李師道被部下所殺，淄青平定。河北方面，魏博田弘正支持唐室。王承宗曾經反叛唐室，淮西平定後與盧龍劉總歸順唐室。到819年，全國藩鎮在名義上都服從中央，派使納貢，史稱元和中興。然而憲宗對國事有點荒怠，喜好營建豪宅。他十分崇佛，曾經赴法門寺奉迎佛骨，韩愈勸諫而被貶:92。
820年憲宗在大明宮被宦官毒死，河北三鎮復叛，中興時期結束。821年盧龍劉總離職，唐室派張弘靖接管。張弘靖管理不當，盧龍兵擁護朱克融叛變。移鎮成德的田弘正被將領王庭湊奪位殺害。魏博田布（田正弘之子）被軍隊迫死，魏博軍擁護史憲誠叛變，至此河北三鎮復叛。當河北未叛之時，大臣蕭俛、段文昌建議國家裁軍。如今被裁之兵都投奔河北三鎮，助長其勢。然而此後的河北三鎮並非持續強盛，敬宗與武宗期間，河北三鎮大多受制其強兵，有時還被部下篡位，遠遠不如當初的跋扈。而各地藩鎮依然聽命於中央，直到黃巢之亂為止:93。

### 宦黨爭權
唐朝中央的政治大權大多由皇帝與宰相掌控，但在天寶之後轉變成皇帝與内廷宦官的聯合，外廷宰相變成政治上的二流角色。涇原兵變後，皇帝不再信任武臣，宦官更加把持着中央禁軍（即神策軍）。再加上唐朝中後期的皇帝普遍不立皇后，導致沒有外戚勢力可以平衡宦權，相權又低落，使得宦官勢力極度膨脹，永貞內禪事件更使宦官成功擊敗外廷與士大夫。
掌控軍政大權的宦官一躍成為中央的幕後掌控者，憲宗之後的皇帝大多被宦官任意廢立，例如宦官王守澄就是一個好例子。820年憲宗被宦官陳弘志毒死，這個事件背後是宦官王守澄指使。王守澄扶持太子李桓繼位，即唐穆宗。他即位後遊樂無度，河北三鎮復叛，宦官背後掌控的牛李党争亦愈演愈烈。穆宗即位三年就去世，其子李湛繼位，即唐敬宗，大權仍由王守澄掌控。敬宗同樣不理朝政，專好遊樂擊球擺宴。826年敬宗出去「打夜狐」，回宮後大擺宴席，被宦官劉克明所殺。劉克明有意奪王守澄權，擁立絳王李悟。王守澄得知後以兵迎立穆宗之子江王李函，並且殺死政敵。李函繼位，即唐文宗。當時王守澄權勢最大，其次為陳弘志、仇士良等:106。
文宗勤勉聽政、生活節儉，本身十分厭惡宦官，隨時想聯合外廷大臣扳倒宦官。831年與宰相宋申錫合謀失敗，宋申錫被殺。而後文宗與大臣李訓、鄭注聯手發動政變。他們都是王守澄推薦的，因此宦官毫不忌諱。李鄭二人先建議文宗提拔與王不合的仇士良，並且杖殺元和逆首陳弘志，貶死若干掌權宦官。835年，文宗以李訓為宰相、鄭注掌鳳翔節度使，內外呼應。接著密派中使毒殺王守澄，至此元和逆黨皆誅殺殆盡。李訓更擴充勢力與軍權，與只掌握神策軍的宦官尚可一拼。835年李訓發動甘露之變，意圖將皇帝從宦官手裡搶出，但宦官仇士良搶先奪回皇帝，並且以神策軍擊潰政敵，誅殺大臣。甘露之變後，宦官們團結一致對外，並且牢固地掌握軍政大權，皇帝與大臣徒具擺飾，即便是後期的武宗與宣宗也無法消滅宦官的勢力。而大臣只能借藩鎮對抗宦官權力，埋下晚唐藩鎮入關奪權的陰影。840年鬱鬱寡歡的文宗去世，其弟在宦官仇士良的擁立下繼位，即唐武宗。由於當時朝廷派系林立，仇士良只好讓武宗親自處理朝政。武宗重用李德裕以削減仇士良權力，也提出一連串振興朝廷的政績，史稱會昌中興。他大力推行滅佛，史稱會昌滅佛。武宗推行道教，希望长生不老，最後因為服金藥去世:107。
在憲宗到宣宗期間，發生較長的黨爭，即稱牛李党争。這兩派分成以經學為正統、大多是關東世族的李黨，主要有李吉甫、李德裕、鄭覃；以文彩華麗、高宗武后以來進士科出身的牛黨，主要有李宗閔、牛僧孺等。兩派士大夫背後都有宦官當後台，宦官最終掌政權。兩派明爭暗鬥得很厲害，徒然消耗國力。政見方面，李党主張对藩鎮與吐蕃用兵，而牛党主张和平。牛党倾力拥护科举制度，李党極力要求改革。李党建议精简国家机构，牛党反之。黨爭起始於808年的科舉考試，當時宰相李吉甫（李德裕之父）主張對藩鎮用兵，舉人李宗閔、牛僧孺與皇甫湜在考卷裡批評朝政失當。李吉甫得知後打壓這些人，這引起朝野嘩然，李吉甫最後也失勢，朝中大臣也逐漸形成兩黨以互相鬥爭:269。然而當時主戰派宦官吐突承璀把持權力，所以李黨仍然得勢。穆宗時，由牛黨人物钱徽主持進士考試，卻被告徇私舞弊。在時任翰林學士的李德裕證實下，錢徽被降職，李宗閔也受牽連而被貶謫到外地。從此牛李兩黨各樹朋黨，互向傾軋。李黨有李德裕、裴度、李紳等，牛黨有李宗閔、牛僧孺與李逢吉等。然而，主和派宦官王守澄崛起，李黨失勢，時任宰相的牛僧孺與李宗閔、李逢吉聯手，牛黨勢大，李德裕被罷免外放。牛黨的優勢一直到823年，牛僧孺因為被文宗不滿而罷相，隔年由李黨的李德裕上台，這是顯然與王守澄放棄牛黨有關。之後王守澄支持李訓與鄭注，極力打壓牛李兩黨。甘露之變後李鄭勢力崩潰，宦官由仇士良掌權。武宗時任用李德裕為宰相，極力排斥牛黨:109。
846年武宗去世，宦官們發生權力鬥爭，其叔李忱在宦官马元贽的扶持之下即位，即唐宣宗。由於李黨失勢，李德裕被貶黜到崖州（今海南瓊山），至此長達40年的牛李黨爭結束。宣宗表面上是容易被宦官利用的君主，但即位以後勵精圖治，加強皇權、抑制宦官權力，是時唐朝又出現短暫的復興景象，史稱大中暫治。然而宣宗為人多疑苛察，使得上下莫不粉飾太平；他崇奉道教，一直希望能夠通過服用丹藥來長生不老。859年宣宗因服用丹藥過度而去世。實際上，大中暫治並不穩定。宣宗晚年，國內已有亂象，他死後不久就爆發寇亂:111。

### 末唐崩亂

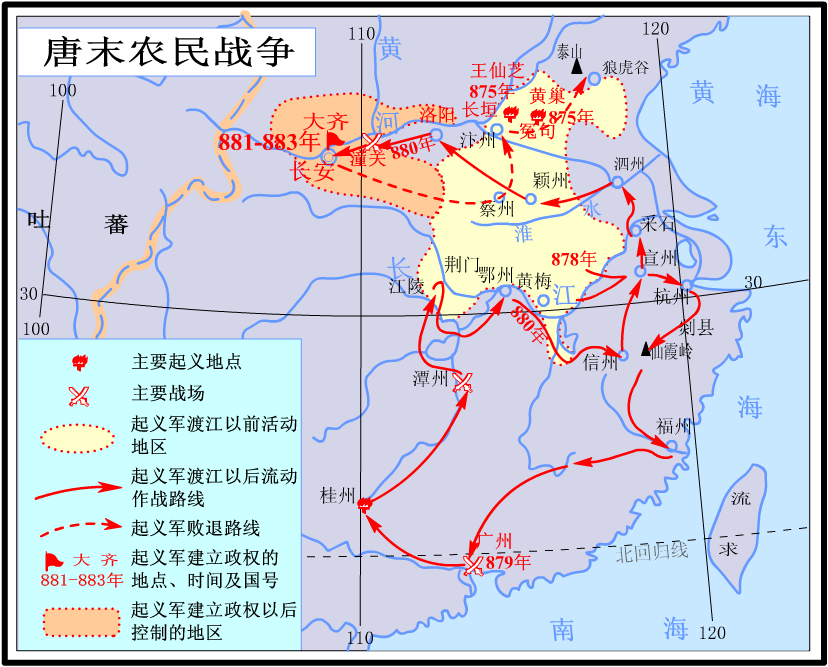
唐末民变形势图

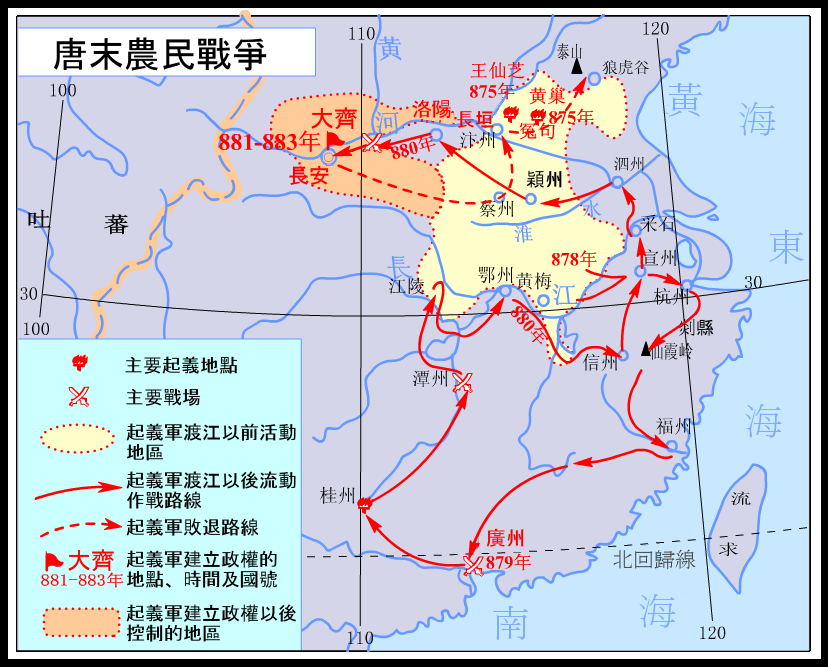
唐末民變形勢圖

宣宗去世後，相繼為帝的懿宗與僖宗是著名的无道昏君，使唐朝的國勢一直走下坡。政治敗壞、社會貧富差距過大，不少叛亂相繼發生，唐朝經濟命脈的江南地區也被破壞殆盡，徹底動搖這個政權，也產生李國昌、朱全忠等新藩鎮。859年唐懿宗繼位，他為人驕奢淫逸，寵信宦官；並且篤信佛教。為了崇佛，不惜削減軍費。860年後相繼發生裘甫之亂、庞勋之变與王郢之变（僖宗時期）。其中庞勋之变破壞關東地區的經濟，有賴沙陀軍首領朱邪赤心率軍助戰而定，朱邪赤心因功賜名為李國昌，子稱李克用。873年唐僖宗繼位，僖宗專好擊毬、鬥雞，寡聞朝政，更大的叛亂在北方誕生。由於關東連年水災，加上政治敗壞，盐价锐升，使得盜賊不斷。874年王仙芝聚眾於長垣（今河南省長垣县）起事，隔年攻陷山東西部、流竄河南到淮南一帶，聲勢益盛。878年王仙芝戰死於黃梅（今湖北省黃梅县），餘部潰散投奔黃巢。黃巢由亳州（今安徽省亳州市）南下掠奪江南與嶺南地區，沿路屠殺不斷，並且攻陷商業大城廣州，華南經濟幾乎全毀。879年因為軍隊遭遇瘟疫，黃巢率軍經桂州、沿湘江北上竄回江南。隔年，黃巢正式西進，攻陷洛陽與潼關。掌權宦官田令孜帶僖宗逃往四川，黃巢入長安後稱帝，號稱大齊，改元金統。各地勤王之師也因為號令不整，收復的長安又被黃巢奪回。唐室只好赦免叛逃漠北的李國昌、李克用父子，李克用率沙陀兵馬，協助唐軍克復長安。另一方面，黃巢部將朱溫投降，賜名朱全忠，受封宣武節度使（治汴州）。黃巢東走並且包圍朱全忠於陳州。884年李克用率軍解陳州之圍，並且追擊黃巢軍。黃巢於隔年被其甥林言斬殺，黄巢之乱平定。而後，黃巢降將秦宗權叛變，率軍在中原地區四處攻掠，一度攻陷東都（今河南省洛陽市），造成「極目千里、無復煙火」的局面，直到昭宗時才由朱全忠平定:113。
平定民變後的唐室因為國力衰退而被關中藩鎮反噬。而宦官與外廷為了政治鬥爭又拉攏藩鎮加入戰局，最後演變成各藩鎮爭奪朝廷。這些實力軍頭們以李國昌、朱全忠與李茂貞最強。885年僖宗返京後，仍然信任宦官田令孜。田令孜與河中節度使（轄今山西省南部）王重榮交惡，雙方都拉攏藩鎮並抗衡。王重榮與李克用聯軍成功的攻入長安，田令孜又帶僖宗出京避難。原本與田令孜合作的朱玫、李昌符也倒戈，率軍追擊田令孜。兩人奉襄王李熅監國，朱玫拜相，李昌符暗中不滿，在興元（今陝西南鄭）的唐室趁機說服王重榮、李克用與李昌符聯兵收復長安。僖宗返京途中又與李昌符發生衝突，當時王重榮被部下所殺，僖宗有賴李茂貞平定才得以返回長安，李茂貞也繼任鳳翔節度使。888年僖宗去世，其弟李曄被宦官楊復恭擁立，即唐昭宗。宣武朱全忠與河東李克用因故不合，雙方上至朝廷，下至藩鎮，都鬥爭不斷。當時張全義與李罕之爭奪河陽節度使（治河南省孟州市），雙方分別拉朱全忠與李克用對戰。結果朱全忠獲勝，兼併河陽、洛陽，擊敗秦宗權後幾乎占領全河南省。當時宦官楊復恭與宰相张濬不和，雙方分別拉攏李克用與朱全忠。890年朱全忠與张濬攻河東軍失敗，张濬被貶。李克用趁機併吞昭義的潞州、澤州，約佔領今山西省地區。不久宦官楊復恭失勢，南依其兄子山南西道節度使楊守亮叛變，唐室以李茂貞等人平亂，李克用在朝廷的勢力衰退。鳳翔李茂貞因不能擴張地盤與唐帝不和，雙方發生戰爭。最後李茂貞與王行瑜戰勝，他們掌控關中地區，宦官與外廷受其管制，唐室只剩首都一地:114。
此時唐帝淪為各藩鎮角力的戰利品，最後被藩鎮擄走，取而代之。895年河中王重盈去世，王行瑜、李茂貞與韓建等人與河東李克用爭奪河中。王行瑜趁機入京殺宰相韋昭度等人，並謀廢昭宗。李克用緊急率軍入援，而王行瑜被部下所殺，唐室才得以安定。事後，唐室建立殿後四軍，李茂貞、韓建搶先於896年逼近長安，昭宗逃到華州，殿後四軍被廢。最後有賴李克用、朱全忠率軍入援，昭宗得以於898年返回長安。900年宦官劉季述立昭宗嫡长子皇太子李𥙿為皇帝（李縝，即德王），901年李縝被崔胤所廢，改回原名李𥙿并降封為德王，昭宗復辟。而後宰相崔胤与宦官韓全誨争权，韓全誨强迫昭宗投靠自己的盟友李茂貞，崔胤緊急召喚朱全忠入援，朱全忠于是率軍圍困鳳翔。隔年，鳳翔軍糧草耗盡，李茂貞只好殺宦官韓全誨等人，與朱全忠和解。朱全忠趁機掌控朝中大權，還屠杀宦官數百人，派兵控制長安。崔胤後悔不已，有意擺脫朱全忠的威脅，暗中召募六軍十二衛，被朱全忠在長安的眼線所察觉。904年朱全忠殺崔胤，逼迫昭宗遷都洛陽，長安城被毀。同年8月朱全忠弑帝，另立昭宗子李柷为帝，即唐哀帝。隔年，朱全忠杀李𥙿等昭宗年长九子，大肆貶逐朝官，並全部殺死於白馬驛，投屍於黄河，史稱白馬驛之禍。年末又听信诬告，杀害哀帝母何太后。朱全忠本想等一統天下後再篡位，但因征淮南失利，所以提早於907年逼迫哀帝禅让，建國後梁。唐朝亡，五代十國時期开始:115。

## 疆域
唐初是唐朝武功興旺的时期。在漠南漠北方面，在高祖建立唐朝对突厥做出战略防守退让求和之后开始反击。貞觀四年（630年），唐军滅亡東突厥，漠南成為唐势力范围:273。貞觀二十年（646年），又联手铁勒部落一舉消滅薛延陀汗國，至此大漠南北广大地区皆為唐的势力范围。唐朝廷在漠北設立安北都護府，在漠南設立單于都護府，建立南至羅伏州（今越南河靜）、北括玄闕州（今俄羅斯安加拉河流域）、西及疾陵府（今伊朗扎博勒）、東臨雞林州（今南韓慶州）的遼闊疆域。但永淳元年（682年），突厥復國，漠北等地遂为其占，后直到后突厥灭亡为止唐朝的北方边患都很严峻。天寶三载（744年），回紇建國，占据漠南漠北。安史之乱后，边患再起，但唐朝与回纥并没有发生大规模的战争:69。
在西北，貞觀四年，唐朝廷在伊吾七城設立西伊州，開始經營西域。貞觀十九年（645年），唐朝廷移安西都护府到龟兹。显庆四年（659年），唐军又灭西突厥，势力及咸海到里海一带。但唐朝廷對蔥嶺以西地區的統治始终不稳固，乾封二年（662年），阿史那弥射死，阿史那步真统领西突厥十姓，此后蔥嶺以西一直为唐朝臣属国，尤其是吐火罗。:274。安史之亂爆发後的三十六年时间内，唐朝陆续失去原安西都护府所辖地区:74。
在东北，顯慶五年（660年），唐军联合新罗滅亡百济。總章元年（668年）八月，唐军与新罗又滅高句丽，並設安東都護府於平壤。但由於當地人民反抗激烈及新罗勢力的北進，咸亨元年（670年）安東都護府內遷遼東。开元元年（713年）安東都護府移到遼西。天寶年間（742年—756年）安東都護府廢，安史之乱后唐朝逐渐失去对辽东半岛的直接控制。武周圣历元年（698年）其首領大祚荣建立震國，唐朝称之为渤海国；號為「海東盛國」，但与唐朝的关系友好，大部分时间向唐朝称臣:79。
在青藏高原上，吐蕃日漸興起，至6世紀末與吐谷浑、蘇毗為高原上三大勢力。7世纪初，贊普松贊干布即位，統一高原，又征服位於西藏西部的蘇毗、阿裏地區的羊同和尼婆羅（今尼泊尔）。龍朔三年（663年），吐蕃滅吐谷渾，盡有其地。後又多次占领唐朝的安西四镇，為唐朝最大敵國:277。安史之亂後，由於大量河隴邊兵參與平亂（主要為隴右節度使、河西節度使所部）導致邊防空虛，吐蕃趁勢進逼，占领原属于唐朝的陇西，黃河以西甘、涼皆不可得，陇山以西为吐蕃占据。唐宣宗大中二年（848年），沙州（甘肃敦煌）人张议潮发动起义，唐人群起响应，很快占领沙州。接着，张议潮又派兵攻取瓜、伊、西、甘、肃、兰、鄯、河、岷、廓（以上地区在今甘肃、新疆、青海境内）等十州。大中五年（851年），张议潮遣其兄张议潭奉沙、瓜等十一州地图入朝，宣宗在沙州置归义军，以张议潮为节度使，河陇地区又重新为唐朝廷所控制。890年，河西、陇右又被党项族占据。但終唐之世已完全喪失對於敦煌以西的控制:75。
在西南云贵高原，天宝七载（748年）南诏建國，與唐時戰時和，也削弱唐朝的國力。同時，自汉武帝平南越後的相当长时间内是中国領土的安南（越南北部），唐代統治時先後設立「交州總管府」、「安南都護府」（肅宗改名鎮南，代宗復稱安南）、「靜海軍節度使」等官署，唐末时开始藩镇割据，土豪兴起，至北宋初完全脫離中原王朝而獨立:101。

## 行政區劃
隋朝前期實行州縣制，後期實行郡縣制。唐又改郡為州，恢復州縣二級制。貞觀元年，天下大定，又對州縣進行省並。唐朝還在州一級的行政區劃中設立「府」這一建制。先是開元元年設立京兆府和河南府。今後陸續升新的陪都和皇帝到過的地方為府。同時，唐朝根據山川形便將全國分為關內、河南、河東、河北、山南、隴右、淮南、江南、劍南、嶺南十道，是为贞观十道。神龍二年設立十道巡察使、十道存撫使和十道按察使。這些都是監察官，為中央臨時派遣，不常置，也无固定治所。開元廿一年又从关内道分立京畿道，从河南道分立都畿道，分山南道为东西两道，分江南道为江南东、江南西和黔中三道，共十五道，是为开元十五道，每道設立固定的監察官員（觀察使），有如汉朝的刺史，也设立固定的治所（首府），正式成為十五個監察區，并逐渐向行政区转变。这十五道如下：
1. 京畿道，治西京（首都）京兆府（今陕西省西安市）；
2. 关内道，治西京（首都）京兆府（今陕西省西安市）；
3. 都畿道，治东都（首都）河南府（今河南省洛阳市）；
4. 河南道，治汴州（今河南省开封市）；
5. 河东道，治蒲州（今山西省永济市西）；
6. 河北道，治魏州（今河北省大名县东北）；
7. 山南西道，治梁州（今陕西省汉中市）；
8. 山南东道，治襄州（今湖北省襄阳市襄州区）；
9. 淮南道，治扬州（今江苏省扬州市）；
10. 江南东道，治苏州（今江苏省苏州市）；
11. 江南西道，治洪州（今江西省南昌市）；
12. 黔中道，治黔州（今重庆市彭水苗族土家族自治县）；
13. 陇右道，治鄯州（今青海省乐都县）；
14. 剑南道，治益州（今四川省成都市）；
15. 岭南道，治广州（今广东省广州市）。

驻守各道的武将称都督，都督带使持节的称节度使。不带者不称。在安史之亂平定後，唐朝政府增加許多节度使，而節度使管轄的地區稱為藩镇。唐政府本企圖可借節度使來平定一些叛亂，不料這些節度使擁兵自重。唐朝末期因此形成道（藩鎮）、州（府）、縣三級行政區劃。唐末年全國有四五十個鎮，除了京兆府和周圍幾個州以及河南府外，全國其他地方都是藩镇割据的局面。德宗時期，河朔一帶的藩鎮叛亂，佔領京師長安，德宗逃到漢中，用了四年的時間才平定，從此之後藩鎮之禍日益擴大。憲宗年間雖然平定淮西吳元濟勢力，各地藩鎮繼歸順中央，但是卻未能除根。憲宗死後藩鎮割據的局面就又死灰復燃。最後唐朝終於亡在節度使朱溫的手中。唐朝後的五代十國實際上是藩鎮之禍的延續，只是一些藩鎮已經完全獨立而已。唐朝主要的地方官階如下：
- 州（郡）首领：刺史（太守）；
  - 別駕、长史、司馬；
  - 錄事、參軍事；
  - 六曹：司功、司倉、司戶、司兵、司法、司士。
- 縣：縣令；
  - 縣丞、主簿；
  - 縣尉、錄事、佐史。
- 鄉：耆老；
- 里：里正；
- 村：村正；
- 保：保長；
- 鄰：鄰長。

地方行政方面，唐从隋旧，分州县上下二级区划。州级政区多称“州”，有刺史，少数称“郡”，有郡守。县有县令。县级政区以下按照鄉里制设鄉设里。百户人家为一里，由里正管辖；四家为一鄰，由鄰長管辖，五鄰为一保，由保長管辖，五保为一里，由里正管辖，五里为一乡，由耆老管辖。一自然村為一村，设村正。在城市聚居区域以坊代替村，设坊正，和村正同級。在边疆、京畿、军事要塞等重要地区设立都督府，由武官都督兼管多个州郡的军事和民政。

## 政治体制

### 三省六部制
唐朝沿用隋朝制訂的三省六部制，主要機構有三省、六部、一台、五監、九寺:285。三省即為中书省，門下省，尚書省。此外中央還有掌帝室器物车马的殿中省、掌帝室经史书籍的秘書省、掌宫官内侍的内侍省三个职权较小的省。尚書省為全國最高行政機構，其中枢称“尚书都省”，都省下設立吏、戶、禮、兵、刑、工六部，長官本為尚书令，但因太宗曾任尚書令，後以左、右僕射為首:130。中書省是皇帝頒佈大政文書的機構，長官為中书令，副手為中書侍郎，下有中書舍人六人，此外右散騎常侍、右諫議大夫等諫官。門下省則是審核大政文書之機構，长官为门下侍中，副手为黄门侍郎（又称门下侍郎），下有给事中四人，此外与中书省相似，有左散骑常侍、左谏议大夫等谏官，也有掌符策印玺的符宝郎、掌起居记录的起居郎等官员。由於尚書權力太大，因此後來設立左右僕射代行大權。左右僕射就是宰相。後來，此二職要加同中書門下的頭銜才是宰相。但中书令和門下侍中的名位很高，也不常設。於是，給其他管理加上參議朝政、參議得失、同中書門下三品等頭銜就為宰相。宰相平時在政事堂討論朝政，政事堂會議成為協助皇帝統治的最高決策機構:135。至玄宗，差遣制成为制度，特点是官位与职位的脱节。官仅代表官位与俸禄的高低，其实际职务完全由皇帝或上官灵活掌握。差遣官官衔中多有“使”字（如转运使、盐铁使、团练使等）。开元末年置翰林学士院，学士参与决奏议疏表，专掌内制，对中书省的权利产生少许威胁:135。
六部作为尚书省的分支机构，分管各種具體行政事務，按严耕望的研究，六部上承三省所布政令，下传寺监所行方案，主要负责具体事务的规划和监督，而非寺监的具体执行，故而官吏员数远少于寺监。六部有高低之分，吏、兵二部為前行，戶、刑二部為中行，禮、工二部為後行。其中吏部主管全國文官升遷，下設吏部、司封、司勳、考功四司；户部掌管全國土地、民眾、財賦，下設戶部、度支、金部、倉部四司；礼部掌管祭祀，下設禮部、祠部、膳部、主客四司；兵部負責武人選舉、地图、車馬、兵械等事務，下設兵部、職方、駕部、庫部四司。刑部主管律令刑事，下設刑部、都官、比部、司門四司；工部負責山澤、紙筆、屯田、工匠等事務，下設工部、屯田、虞都、水部四司。三省六部制在中國政治史上具有重要地位:135。
一台就是御史臺，其負責監察中央和地方管理，參與大獄的審訊。其長官為御史大夫，副長官是御史中丞。五監為国子监（掌文教学校）；少府監（掌皇家工業生產）；將作監（掌國家工程）；軍器監（掌兵器製造）；都水監（掌水利建設）。九寺有太常寺（掌禮儀祭祀）；光禄寺（掌国家宴会）；衛尉寺（掌兵器儀仗）；宗正寺（掌皇室族譜）；太仆寺（掌国家牧政）；大理寺（掌刑狱审判）；鸿胪寺（掌邦交典禮）；司農寺（掌國家倉儲）；太府寺（掌國家財政）。此外，唐朝還有三師（太師、太傅、太保），三公（太尉、司徒、司空）等榮譽職務。在盛唐时期還設立過如节度使、觀察使、樞密使等臨時職務，後來則成為定職:135。
| 三公三師    | 【三師】太師 太傅 太保 【三公】太尉 司徒 司空                                    |
| 宰相        | 同中書門下三品 同中書門下平章事 中書令 門下侍中 尚書令 尚書僕射                  |
| 三省 / 六省 | 【三省】 中書省 門下省 尚書省 【六省】 中書省 門下省 尚書省 殿中省 祕書省 內侍省 |

| 吏部 | 吏部司 司封司 司勳司 考功司 |
| 戶部 | 戶部司 度支司 金部司 倉部司 |
| 禮部 | 禮部司 祠部司 膳部司 主客司 |
| 兵部 | 兵部司 職方司 駕部司 庫部司 |
| 刑部 | 刑部司 都官司 比部司 司門司 |
| 工部 | 工部司 屯田司 虞部司 水部司 |

| 御史臺 | 臺院 殿院 察院                                                 |
| 九寺   | 太常寺 光祿寺 衛尉寺 宗正寺 太僕寺 大理寺 鴻臚寺 司農寺 太府寺 |
| 五監   | 國子監 少府監 將作監 軍器監 都水監                             |

| 南衙十六衛 | 左右衛 左右驍衛 左右武衛 左右威衛 左右領軍衛 左右金吾衛 左右監門衛 左右千牛衛 |
| 北衙十軍   | 左右羽林軍 左右龍武軍 左右神武軍 左右神策軍 左右神威軍                        |

### 科舉制度
隋代成立的科舉制度在唐初還不完善，朝中的政治仍然被關隴集團所壟斷:288。到了武則天執政後，她大力起用通過科舉進入朝廷的庶族地主官僚，貴族政治的局面至此開始衰落。玄宗朝以後，世族官僚不復存在，但是科舉士人卻進行牛李党争，這場黨爭持續長達四十年，嚴重敗壞朝政:107。
唐朝中後期也與東漢中後期和明朝後期成為中國歷史上三個宦官時代。早期，宦官並沒有什麼權力，自玄宗時代高力士得寵以來，宦官的地位步步高升，開始直接參與政治。後來伴隨着宦官對兵權的掌握，皇帝的廢立都掌握在宦官手中。這以「甘露之變」表現得最為突出。而在朱全忠誅滅全部宦官之後，唐朝也很快滅亡。顯示宦官已與皇帝形成命運共同體:103。

### 法律
唐朝法律分為律、令、格、式四種。律是刑法典；令是指國家對各項制度所做出具體規定（如《戶令》）；格是皇帝临时办法的敕令，经过汇编成为普遍适用的法律，成为“永格”；式則是各項行政法規（如《水部式》）。《唐律》是根據隋朝《开皇律》经过《武德律》、《贞观律》、《永徽律》三朝修正而來。自高祖時代開始制訂，在太宗時才宣告完成。至高宗永徽年間又對《永徽律》進行全面解釋，写成《永徽律疏》，稱為《唐律疏议》。後世又稱呼為《唐律疏典》。唐律分十二篇，共五百零二條，刑為五刑:148。唐朝律法将谋反、谋叛等反对朝廷的行为定作不得赦免或赎免的「十惡」大罪，对朝廷的延续起到保障作用。又有一系列相关土地私有权的条例，维护经济基础。贵族、富人、官僚受到一定的不平等的法律保护，在与庶民触犯同样的法律下可减刑或免刑。

## 外交
由於初唐时代武力比较兴旺，周边国家比较安分且與初唐的關係比較友好。高宗在位后期由於军事转向衰弱，關係也時戰時和反复不定。初唐时代在邊境上設立六個都護府，分別是：安西（640年設立，主要負責天山以南地區的守備）；安北（647年設立，主要守衛漠北）；單于（650年設立，主要守衛漠南）；安東（668年設立，主要守护辽河以东）；安南（679年設立，主要守衛今越南北部红河三角洲地區）；北庭（701年設立，主要守衛天山以北地區）。

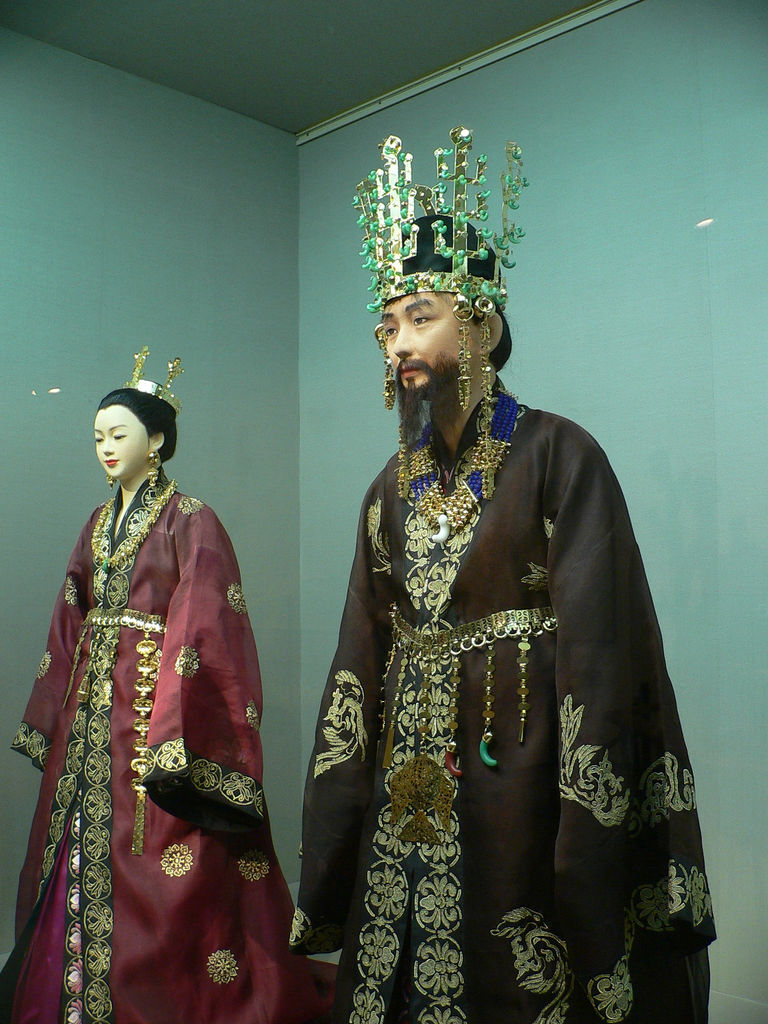
新罗君主佩戴金王冠复原模型

### 東北地區
靺鞨人源自肃慎，隋唐交际时分为多部，其中有粟末、黑水、白山、伯咄、拂涅、号室、安车骨七部势力较大。698年，在東北邊境上，粟末靺鞨人大祚荣建立震国。713年大祚荣接受玄宗册封为渤海郡王，设立忽汗州，国名更为渤海国。渤海与唐「車書本一家」，之間一直互動頻繁，多名渤海贵族子弟曾到长安学习。726年又在黑水靺鞨之地设黑水都督府。唐朝與新罗關係一直密切。新羅派大量留學生到唐朝學習，其中的崔致远還中了進士。中國的文化也大量傳入新羅。兩國在邊境之間商貿往來非常頻繁。660年至668年间，新罗联合唐军先后灭百济与高句丽，统一朝鲜半岛，而后两国往来更加频繁。723年，旅唐新罗僧人慧超从广州渡海前往印度诸国巡礼，路径波斯、大食、突厥等国回到长安，撰写《往五天竺国传》。新罗留唐学生薛聰，整理吏讀表记法，方便书写新罗语虚词虚字，促进朝鲜文化发展。唐朝东部沿海城市多有新罗人聚集的“新罗坊”和接待新罗人的“新罗馆”，可见境内新罗人之多。

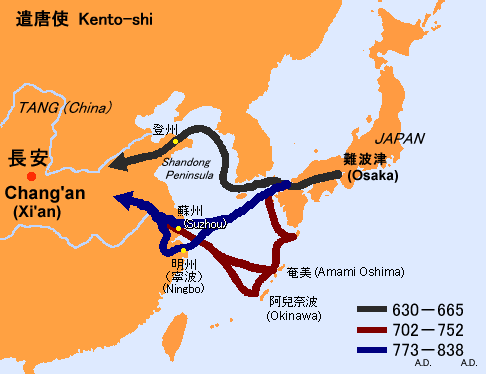
日本遣唐使的航路

倭国武周时期改称日本，与唐朝来往密切。孝德天皇推行革新，效法唐制，走向中央集权。引入均田制和租庸調制，落实户籍和记账制度，参考《唐令》写成《大宝令》法典，遵照长安城布局规划平安、平城二京。日本先後派遣了十三次遣唐使，每次使團規模都在百人以上，团中除使臣、水手外，还有留学生、学问僧、医师、音声生、玉生、锻生、铸生、细工生等。著名的来唐日本人有留学生吉备真备和阿倍仲麻呂与僧人空海和圆仁。空海著有《文鏡秘府論》与日本的第一部汉字字典《篆隶万象名义》。圆仁寻觅佛法而走遍唐国多个道郡，带回日本大量佛学经文器具。百济艺僧味摩之将在唐学到的荊楚儺舞传至日本，称吴伎乐。日本的文字平假名和片假名也都是分別從中國的草书和楷书部首演變而來。鑒真和尚應日本僧人之邀，曾經六次東渡回日，最後終於成功。他带去了佛经，促进了中国文化向日本的流传以及佛教在日本的兴盛。
契丹源于东胡，自称青牛白马之后。唐初，契丹族部落联盟首领大贺摩会臣服于唐。648年，在羁縻制度下设松漠都督府，以窟哥担任松漠都督兼左领军将军，赐姓李。武则天时期因受到營州都督赵文翙的凌辱而反抗数十年。开元初，松漠都督府得以复置，从此双方睦邻友好百余年，经济文化交流频繁，始终忠服于唐，直至唐王朝灭亡之后，耶律阿保机才在塞北称汗。

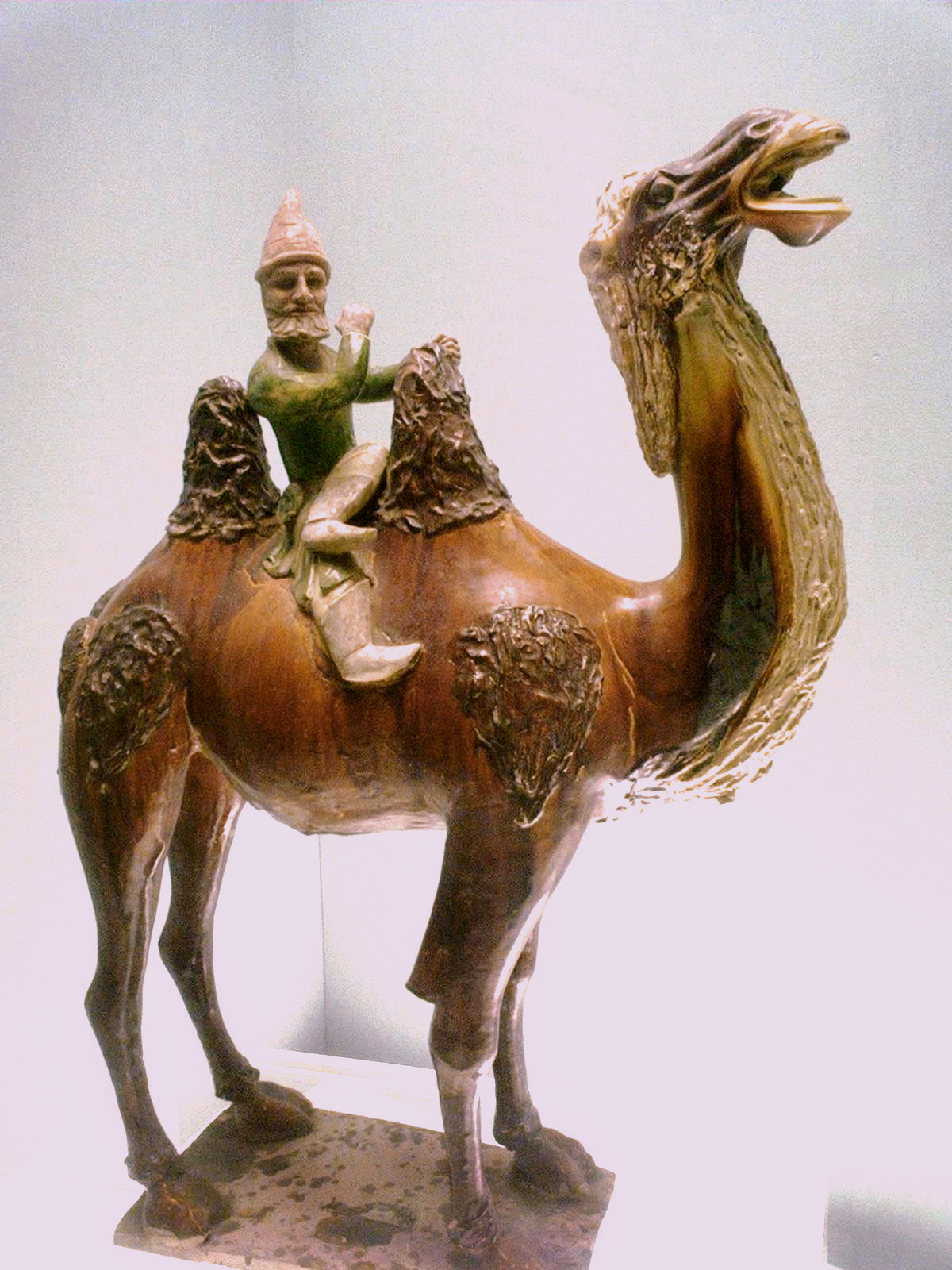
唐三彩，骆驼背上的西域商人

### 塞北與西北地區
從出土墓誌記載，史家推測李淵家族在隋代時，就曾經與東突厥王室阿史那氏通婚，雙方關係密切。東突厥常年南下袭击中原，唐初北方割据政权纷纷联笼突厥抗唐，是唐建国初期的一大边害，高祖太宗积极抵御，貞觀三年（629年）遣李靖、李勣二将分路征讨，次年降服東突厥，小可汗突利可汗投降，大可汗頡利可汗被俘，東突厥汗国覆亡。大量突厥人遷到長安，太宗将降众左右安置在灵武至幽州地区，设羁縻府管辖。東突厥的滅亡與歸順震動了西突厥與西域各國，一些西域小國紛紛改投唐朝，尊称太宗為「天可汗」。西突厥西抵波斯，北并疏勒，控制了丝绸之路。唐于640年攻克高昌城（今新疆吐鲁番东南），设安西都护府。802年平定焉耆，806年平定龟兹，安西都护府迁至龟兹，统管于阗、高昌、焉耆、龟兹四镇。唐高宗显庆二年（657年），苏定方、萧嗣业大败西突厥。西突厥最终在唐军的数次打击下覆亡。西域至此成为唐朝的势力范围，期间唐军與當時的另一大帝國大食国开始交往。不过随着时间转移，天宝十载（751年），唐朝在與大食国阿拔斯王朝的怛罗斯战役中失敗，安史之乱後，唐朝勢力也基本退出了中亚地區。
东突厥灭亡后，常年臣服突厥的回紇又受到了薛延陀的控制。647年，回紇联合唐击溃薛延陀。唐高宗永淳二年（682年），阿史那骨咄禄在蒙古高原称汗，东突厥復國（史称后突厥），开始南迁。日频严峻的边患一直困扰武则天。武后通过册封、和亲的手段试图同化南迁的突厥人。唐玄宗天宝三年（744年）回紇又与唐联军灭亡后突厥，回紇建国。貞元五年（790年）更名回鹘。回鹘與唐朝关系一直比较良好，但在安史之乱期间曾趁机敲诈勒索唐朝，并再联合唐军攻入洛阳城之後，大肆烧杀掳掠。直到唐文宗開成五年（840年），回鹘被黠戛斯所灭。被迫迁徙，有的南迁至塞内或近塞，有的西迁至甘州（甘州回鶻）、西州（高昌回鹘）、龟兹（龟兹回鹘）、葱岭融入葛逻禄（黑汗国）。黠戛斯汗國在派使朝貢時，李唐皇室曾稱與他們同宗。
吐谷浑乃鲜卑支系，南北朝时期西迁至青藏高原东北端。曾被隋煬帝灭亡，隋末战乱年间复国。吐谷浑因夹处于吐蕃和唐两大势力之间，又与吐蕃同居青藏高原上，早年慕容伏允采取亲蕃疏唐的外交政策。唐太宗几进召见未能成功，634年开始派兵西征，次年，大将李靖击败吐谷浑，亲唐的慕容顺继位并对唐称臣。死后，子慕容诺曷钵继位，唐遣送弘化公主和亲。663年吐蕃灭吐谷浑，诺曷钵率众迁至唐安乐州（今宁夏中宁东南）。

### 吐蕃

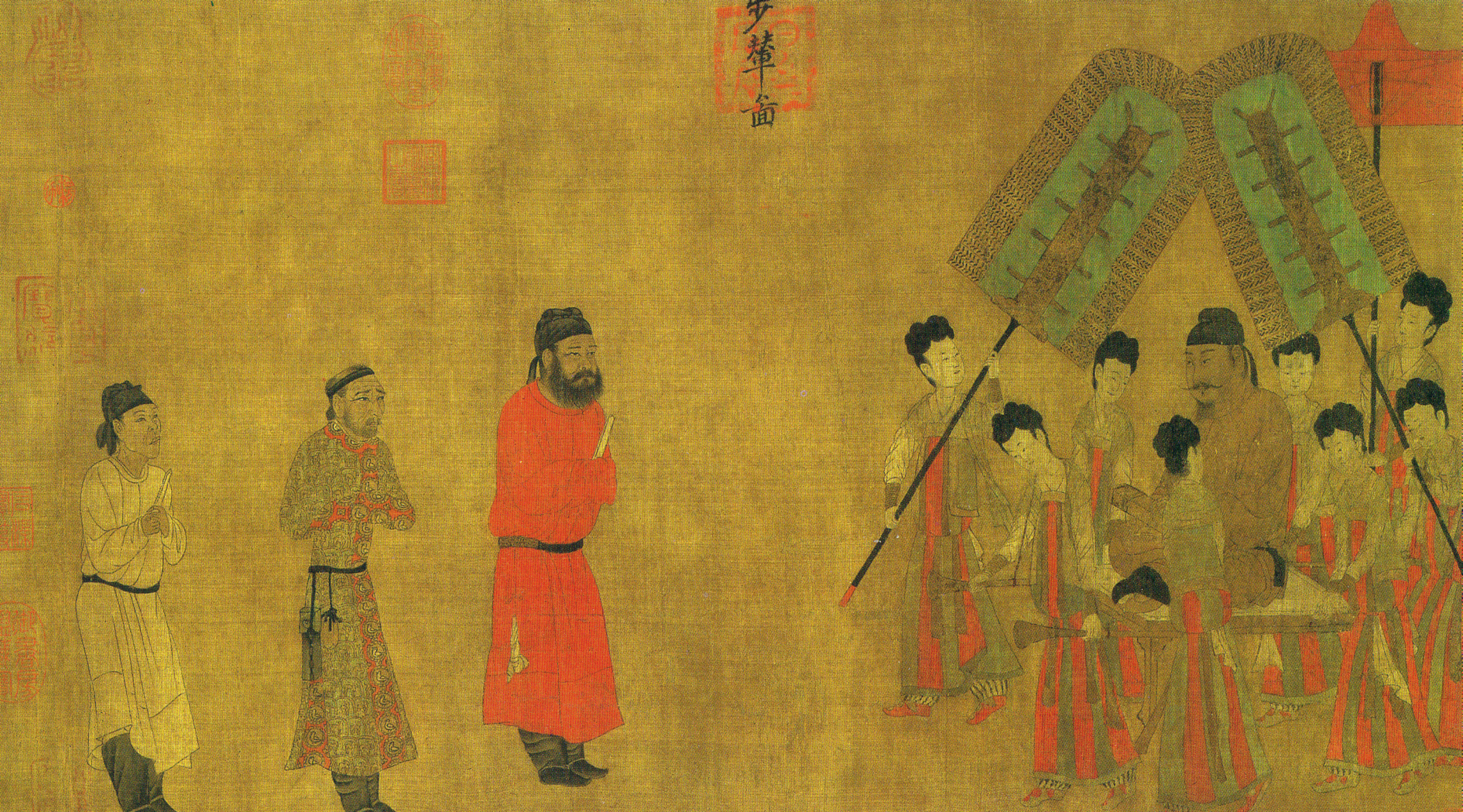
阎立本绘步輦圖，其内容为唐太宗接见吐蕃使者

在西部與唐對峙的另一大國是吐蕃。吐蕃赞普松贊干布在統一吐蕃後，以强大的武力为由，期间一直向唐朝廷提親。唐太宗貞觀十五年（641年），太宗派禮部尚書、江夏王李道宗護送文成公主入藏，松贊幹布到柏海迎接。文成公主将蚕等中原特有的事物带入吐蕃，中国的风俗同时也传入吐蕃，一些吐蕃的大臣改穿絲綢服飾。文成公主的嫁妆中还有一批工匠，这些工匠将中原的建筑形式混入吐蕃的建筑形式，大昭寺是其中代表。吐蕃的历法也参考了唐朝的历法。從此之後，唐蕃兩國维持了二十年的和平，此后军事争夺日渐剧烈。唐中宗神龍二年（706年），由於吐蕃軍事失利，便主動與唐修好，雙方使臣在长安會盟。史稱神龍會盟。中宗應允，將金城公主嫁給吐蕃贊普尺带珠丹，但實際上吐蕃也秣馬厲兵，積極備戰。714年，吐蕃向唐朝要求重劃邊界，修改盟書，被唐朝拒絕。兩國因此交戰，吐蕃兵敗，於是又主動求和談判。
唐玄宗開元廿年（732年），兩國再次會盟，兩國決定以赤嶺為界限。734年正式立碑。不久后发生的安史之亂使得唐朝走向衰落，吐蕃趁机大力扩张势力。唐德宗建中年間其要求與唐確立甥舅之國的關係，而不用臣國之禮。783年，兩國在清水會盟，這次會盟基本滿足吐蕃的要求，兩國改以賀蘭山為界。787年，唐蕃又會盟於平涼，吐蕃預備進行劫盟，結果唐朝除了主盟官員外，其餘六十多名官員都被扣押。唐軍死五百多人，被俘一千多人，史稱平涼劫盟。長慶元年，吐蕃內部分裂，國勢衰落，再次請求與唐会盟。後兩國在長安西郊進行會盟，以清水會盟確立的邊界为界。史稱長慶會盟，從此之後，两国关系趋于缓和，但是也被连年战争所困而無力再戰。

### 西南地區

玄奘西行图

天宝七载（748年），南诏統一了西南的雲南，贵州西部，四川最南部和今缅甸北部地區。唐朝與南詔國的關係也是時好時壞。南詔一度長期與吐蕃合作，一同進攻唐朝。但大历十四年（779年）後，吐蕃、南詔聯軍攻唐失敗，南詔軍元氣大傷，吐蕃又遷怒南詔。兩國從此矛盾加深。794年，唐朝與南詔在點蒼山會盟，雙方建立了良好的關係。但是到820年代後，由於南詔王權旁落，兩國又開始爆發戰爭。829年，南詔傾全國之兵力進攻唐朝，在831年一度攻入成都外城廓，但是最後因為害怕唐朝報復而又修好。之後，兩國之間的關係依然是和戰相間，直到雙雙覆滅。

### 东南亚、南亚和西亚
唐朝與东南亚和南亚的真腊（柬埔寨）、诃陵国（爪哇岛）、室利佛逝（苏门答腊岛）、林邑（越南中部）、驃（缅甸）、獅子國（僧伽罗）、天竺（印度）等國家都有经济文化方面的往来。
玄奘西域求法，从天竺携回佛经六百五十七部，还用梵文翻译了《道德经》赠送天竺，回到长安后将所见所闻写成《大唐西域記》。義淨渡海去天竺求法，携回经、律、论约四百部，将西域见闻写成《大唐西域求法高僧傳》和《南海寄归内法传》，都是唐代重要的中外關係史著作。唐代流行的婆罗门曲融合天竺中华乐舞为一体。唐朝的佛教建筑也吸收了天竺的风格。
西域地区有康国、安国、曹国、石国、米国、何国、火寻国、戊地国、史国九个全国以昭武为姓的小国，其使节商人频繁来往于唐。
651年大食（阿拉伯帝國）与唐始建联系，之后通使多达三十六次。唐军在西域多次与大食交涉，在怛罗斯战役中被击败，大食俘虏了不少中国工匠，包括纸匠，造纸术等技术传入大食。唐初，大食国教伊斯兰教入华，大食的伦理学、语法学、天文学、算学、航海学等也随之传到中国。大食幅员广阔，势力遥及大西洋摩洛哥，唐朝的影响通过大食中介商人间接波及西亚、东非、北非等地。
波斯薩珊王朝在唐初受到大食侵略，半世纪便被吞并，大食在波斯境内大肆屠杀，许多波斯非伊斯兰教徒、商人、贵族迁居西域塞内，以及东部沿海城市，从事商业。为后期色目人和回族的一个组成部分。由此，波斯的祆教、景教和摩尼教在唐地推广。从波斯又带来了波罗毬戏（擊鞠），深受唐皇贵族的喜爱。唐末，回回人李珣在《海药本草》中对波斯药物作了系统性介绍。唐朝與中西亞的吐火罗和拂菻（東羅馬帝國）之間也有往來。

## 軍事

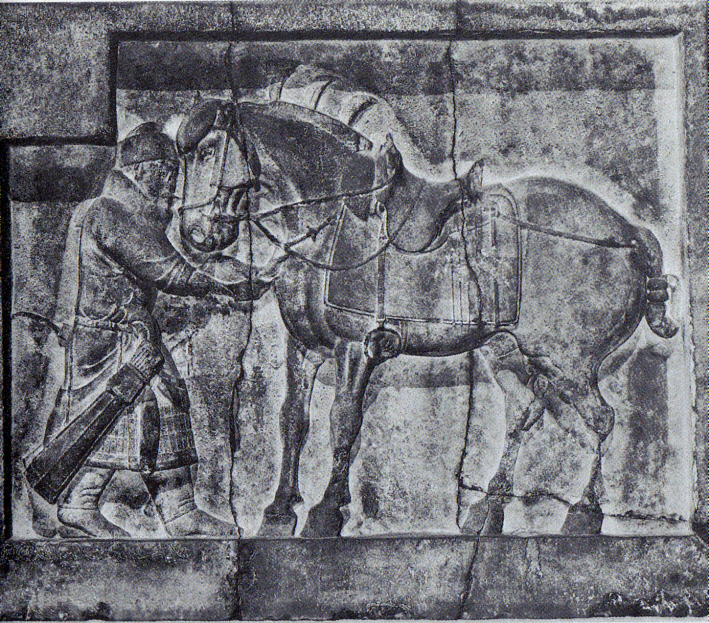
昭陵六骏之一，唐太宗李世民的战马

唐朝统一中国之后，太宗、高宗、武后先后对外用兵，击败北方疆外和西北方疆外的敵國東突厥与西突厥，在西北佔領高昌、收其地為州縣，重新控制西域，在东北吞滅高句丽和百济，並在白江口戰役击败日本援軍。到玄宗时，唐朝对外扩张达到顶峰，势力甚至远达中亚与新興的白衣大食（即伍麥亞王朝）和後來的黑衣大食（即阿拔斯王朝）相遇。但唐朝经安史之亂后一蹶不振，不仅无力保持前期开疆辟土的成果，还要依靠吐蕃、回纥的军事实力以对抗藩镇的割据势力。虽然憲宗時获得过对淮西、剑南等地藩镇的军事胜利，但是无法阻止地方割据的大势。唐朝就此衰落下去。京城长安甚至一度被吐蕃攻陷（763年），西南的南诏也曾联合吐蕃占领过成都（831年）:69。
唐初继承隋代制度實行府兵制:288，沿襲北周和北齊的府兵制，不過北周府兵是兵民合籍，隋唐的府兵則由當地丁男抽調服役，是兵民合一的徵兵制度。府兵制的基本單位是折衝府。府分三等。上府一千兩百人，中府一千人，下府八百人。軍府長官為折衝都尉，副職為左右果毅都尉。府兵稱衛士或侍官。軍府隸屬于十二衛和六率。軍府最多時有六百三十四個，其中三成以上駐紮在關中，保衛長安。府兵制是以均田制為基礎的農兵合一制度。兵士廿一歲入軍，六十歲免役，以每戶三丁抽一的比例服役。衛士平時在家生產，農閒時由軍府訓練。其經常性任務是輪流到長安宿衛，叫做番上。戰時則應徵作戰。服役期間免除自己的租調；但口糧和兵器都要自己負責:145。

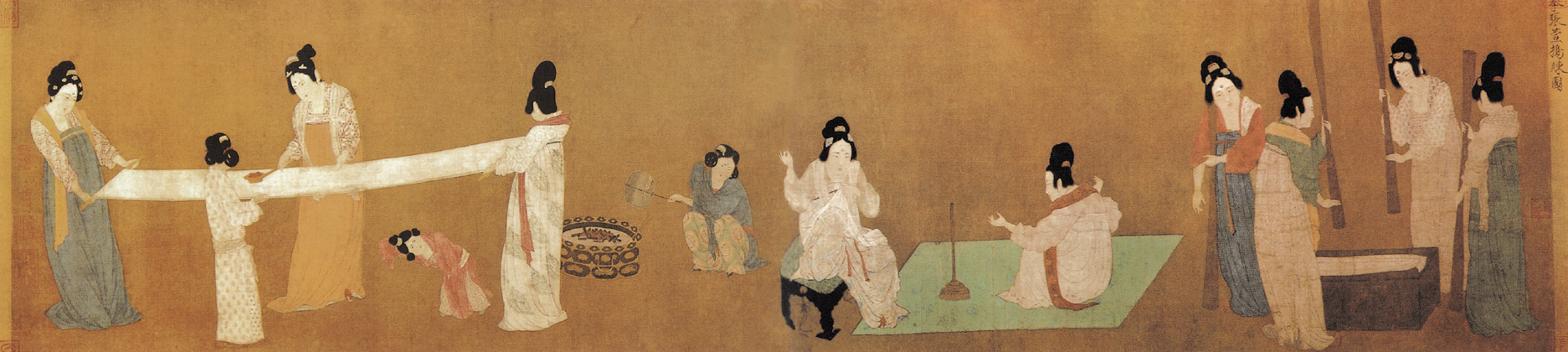
张萱作品《搗練圖》（宋代摹本），「長安一片月，萬戶搗衣聲。」，圖中幾位婦女正在搗絲，為防守邊塞的士兵趕製寒衣。唐玄宗即位以來，對外戰爭頻繁，府兵疲於遠征。兵役過重，造成逃亡，府兵制因此崩潰，不得不改為募兵制

府兵制实际上是士兵和农民的结合，減輕國家的負擔:289。平时为民，战时为兵；兵不识将，将不知兵。战事结束后，士兵回府，将领回朝，降低将领拥兵自重的危险。府兵制的主要缺点在于动员速度慢，用兵时间过长会影响农业，而且免除士兵的税赋对朝廷收入也是一个损失。因此，太宗、高宗及武后时已经采取过临时征募士兵的办法作为对府兵制的补充:431。太宗時，朝廷直接管轄全國約六百個軍府，一切軍事任務，不管是派往護衛戍京師、地方駐紮或出征，均由這支軍隊執行。然而，為了便於管理，仍然需要設置軍政首長，這也就是「節度使」的由來之一。而且當社會經濟改善時，人民經常會反抗兵役制度。另外也由於國家太平已久，府兵備而不用，政府對之也日益冷漠，其素質自然大為下降。

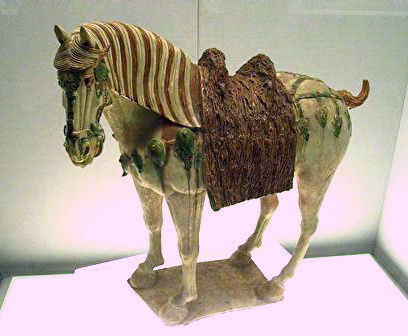
唐三彩之战马

到玄宗时，朝廷對人口的掌握能力降低，府兵逃散。天宝年间，玄宗采纳張說的建议，正式以徵兵制和募兵制替代已经废坏的府兵制。为了满足他“领有四夷”的虚荣心，透過招募取得的士兵长期驻扎在边镇以进行对外战争，称为“健儿”。这些雇傭兵与土地没有联系，他们只渴望从边境战争中获得收益。边镇将领通过利益关系和部族关系（很多将领和士兵都来自依附的异族）大大加强对士兵的控制，埋下日后戰禍的种子:145。安史之亂后，唐朝廷在軍事上開始失勢：內有藩镇割据，外有回紇、吐蕃、南诏的入侵。例如唐朝需要借回紇兵來平定安史之亂，763年吐蕃軍曾經佔領長安達十五日，南詔軍一度攻打成都，並於咸通年間多次進侵安南，863年將之佔領，到866年才由唐將高駢收復。唐朝駐守在南詔的士兵不滿，導致庞勋之变。後來黃巢流寇叛亂導致朱全忠和沙陀人李克用的爭戰，各地職業軍人陸續佔據地，甚至自立政權，直至唐朝滅亡後仍未平息，後來五代十國各政權，大致上是唐代晚期藩鎮割據的延續:145。
玄宗時唐朝的勢力與來自現在阿拉伯、新興和信奉伊斯兰教的伍麥亞王朝（白衣大食）和後來的阿拔斯王朝（黑衣大食）的勢力在包含昭武九姓國、大勃律、小勃律、吐火罗在內的中亚諸國相遇如開元三年（715年）拔汗那之戰；開元五年（717年）撥換城之戰；天宝十载（751年）怛罗斯战役。然而在怛罗斯战役中唐军失敗，經略中亞的進展遇挫，但是接踵而至的安史之亂和藩鎮割據導致華北地區經濟蕭條，使正重整旗鼓的唐朝大軍從此無暇顧及中亞，軍隊必須退回長安一帶平定內亂，致使在往後的一百五十年間吐蕃和回紇勢力興起並佔領原屬唐朝的西半部領土:95。
唐朝的眾多著名將領中，除了淩煙閣二十四功臣中的將領和郭子仪、李晟及其子李愬、高駢等汉族統帥外，異族將領也佔據重要地位：比較重要的有雜胡安祿山、突厥人史思明、百濟人黑齿常之、高句麗人高仙芝、突厥人阿史那社尔、阿史那思摩、契丹人李光弼、靺鞨人李懷光、突厥突騎施部人哥舒翰、鐵勒部的僕固懷恩、渾瑊和阿跌光進、契苾何力等:145。

## 人口

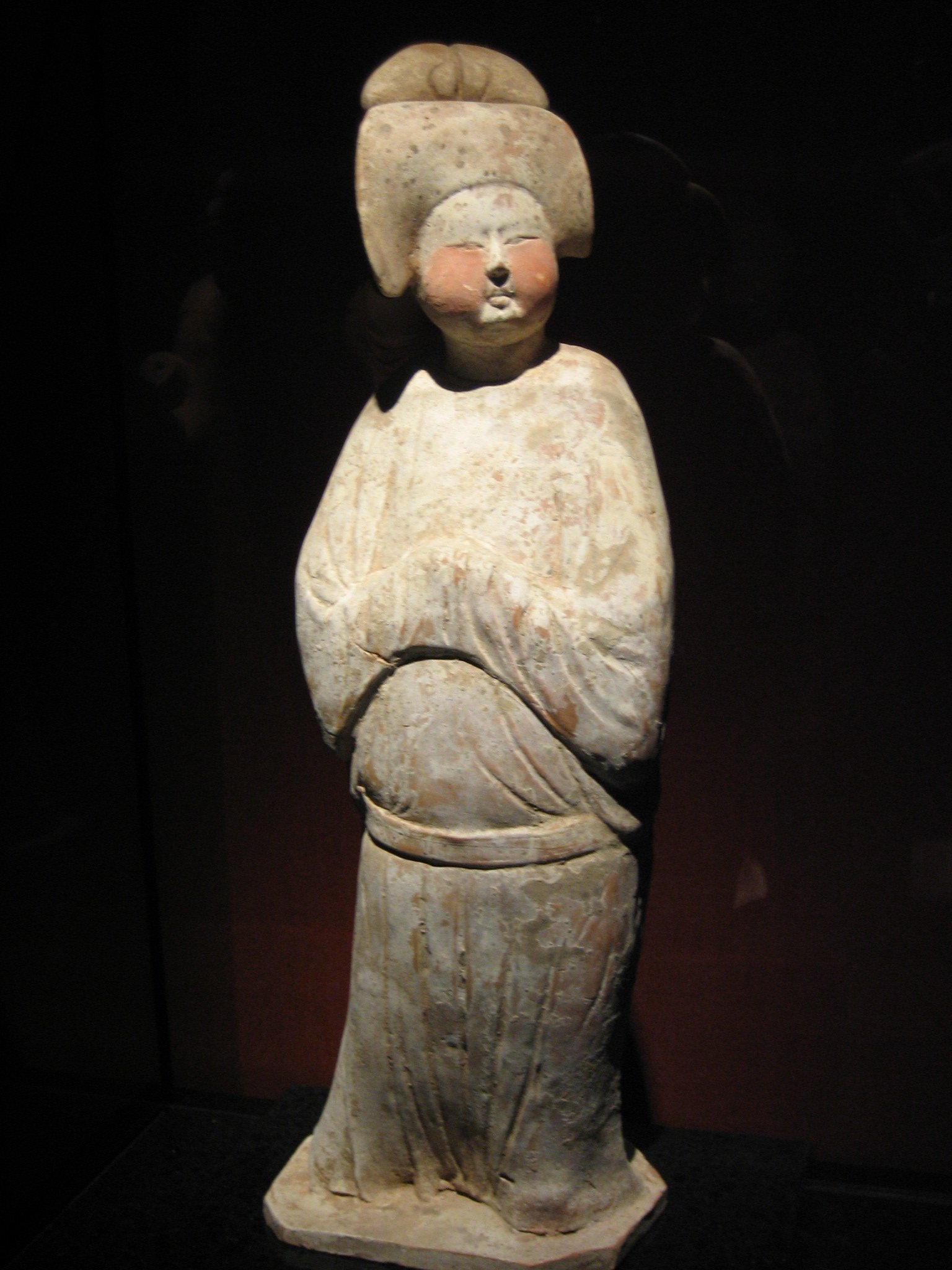
安史之乱前后时期的彩陶妇女像

唐朝自武德初至天寶末，其戶口與人口比隋朝低，有可能因為法令不行，戶口時常有隱漏不報，所以史書記載为虚数，其比實際數據尚少。根据《旧唐书》记载，唐武德元年（618年）有一百八十万户；唐武德七年（624年）有二百一十九万户，唐贞观十三年（639年）三百零四万户，唐太宗贞观二十二年（648年）三百六十万户，唐高宗永徽三年（652年）有三百八十万户，據《通典》卷七《食貨》載，到唐玄宗天寶十三载（754年），全國有9,069,154戶，52,880,488人，然唐朝户口统计不严多有隐漏，故大部分学者认为唐朝的人口峰值为八千万左右:497。
當時全國有十五道，秦嶺淮河以北有人口3000萬。人口最多的是河南、河北兩道及淮北地區，這些地區合計人口接近2000萬。首都京兆府长安人口達到196萬，東都河南府洛阳則有118萬人口。隋唐大運河沿岸的交通樞紐城市魏州也有人口110萬。河東道人口達372萬；關內道有150萬；隴右道人口最少，僅53萬。南方各道中，江南東道人口最多，有661萬。其次為劍南道，有409萬，其中成都府人口就有92萬。江南西道人口亦有372萬，淮南道227萬，嶺南道116萬。人口位居全國之末的是黔中道，僅16萬:497。
安史之亂时，社會生產遭受毁坏，安史之乱结束后根据史载的户口数只是安史之乱前的三分之一，此后的唐朝户口一蹶不振，估计唐朝中期的户口在四五百万户之间。全国人口分佈格局因此發生重大變化:500。五代十国時期，南方九國中除了吳和吳越兩國統治者是南方本地人，南汉是早期移民後裔外，其他六國統治者都是唐末北方移民:500。
| 年代 | 戶數        | 口數         | 備註                                                           |
| --- | ----------- | ------------ | -------------------------------------------------------------- |
| 隋煬帝大業五年（609年） | 8,907,546户 | 46,019,956人 | 此為隋朝戶口最多時期，大體上达到五個世紀以前東漢中期的戶口數。 |
| 隋恭帝義寧二年（618年） | 1,800,000户 | -            | 李淵廢隋恭帝，唐朝成立，即唐高祖。                             |
| 唐高祖武德五年（622年） | 2,190,000户 | -            | 只是隋朝極盛時的四分之一。                                     |
| 唐太宗贞观十三年（639年） | 3,041,871户 | 12,351,681人 |                                                                |
| 唐太宗贞观二十二年（648年） | 3,600,000户 | -            | 贞观之治後期。                                                 |
| 唐高宗永徽三年（652年） | 3,800,000户 | -            |                                                                |
| 唐中宗神龍元年（705年） | 6,156,141戶 | 37,140,000人 | 李唐復辟於此年。                                               |
| 唐玄宗開元十四年（726年） | 7,069,565戶 | 41,419,712人 | 开元盛世時期。                                                 |
| 唐玄宗開元二十年（733年） | 7,861,236戶 | 45,431,265人 | 开元盛世時期。                                                 |
| 唐玄宗開元二十八年（740年） | 8,412,871戶 | 48,143,609人 | 唐朝人口數超過隋朝極盛時的水平。                               |
| 唐玄宗天寶元年（742年） | 8,525,763戶 | 48,909,800人 | 改元天寶，改年為載。                                           |
| 唐玄宗天寶十三載（754年） | 9,069,154戶 | 52,880,488人 | 唐朝戶數超過隋朝極盛時的水平。                                 |
| 唐玄宗天寶十四載（755年） | 8,914,790戶 | 52,919,390人 | 此為唐朝人口最高的一年，同年發生安史之亂。                     |
| 唐肅宗乾元三年（760年） | 2,933,174戶 | 16,990,386人 | 安史之亂後期。                                                 |
| 唐德宗建中元年（780年） | 3,805,076戶 | -            | 四鎮之亂前夕。                                                 |
| 唐穆宗長慶四年（824年） | 3,944,595戶 | -            | 河朔三鎮復叛之後。                                             |
| 唐文宗開成四年（839年） | 4,996,752戶 | -            | 各地藩鎮趨於平和。                                             |
| 唐武宗會昌五年（845年） | 4,955,151戶 | -            | 此后的唐代史料多散失。                                         |
| 註：本表數據源自《通典 卷七‧食貨典》、《文献通考 卷十·户口考一》、《資治通鑒卷208》與《舊唐書》。唐朝自武德初至天寶末，其戶口與人口比隋朝低，有可能因為法令不行，戶口時常有隱漏不報，所以會比實際數據尚少。本表僅用於觀察人口變化的狀況。 |             |              |                                                                |

## 經濟
唐朝是繁榮強盛的大朝代，經濟的規模有長足的發展。隋朝末年因為戰亂的關係產生大量無主地，使得均田制可以持續推行，對於穩定農業有很大的幫助。而自孫吳、東晉等六朝發展的江南經濟持續提升，已經顯出超越黃河流域的趨勢:424。而唐朝掌握南北經濟使得經濟十分強盛。自隋唐開始，中國經濟進入更高的發展階段:424。

### 農業

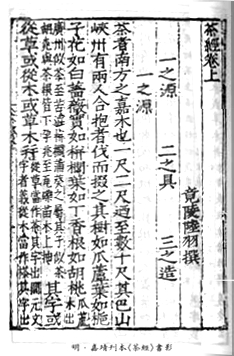
唐朝陸羽所著《茶经》

唐代農業生產工具比前代有所進步，开元年间发明曲辕犁，還出現新的灌溉工具水車和筒車。唐高祖武德七年（624年）统一全国，在之后稳定的一百三十年之中，僅見於記載的重要水利工程总计一百六十多項。其中著名的如玉梁渠、絳岩湖、安徽鏡湖、山东窦公渠、山西文水、河北三河、四川彭山、湖南武陵等。总耕地面積達到6.42亿市亩。农业工具的进步以及水利工程的发展促使糧食產量逐年提高。天寶八载（749年），官倉存糧達九千六百萬石。長安洛陽米價最低的唐玄宗开元十四年（726年）時，每斗僅十三文，青州、齊州每斗僅五文。五谷的丰盛直接体现在唐朝前期各地户口与垦田数量的增长。
唐朝中期之后，由於黄河中下游地区在安史之亂期间遭受破坏，而淮河以南地区遭受战争的破坏相对小得多，所以淮河以南地区的经济文化发展水平就在之后的发展之中超越黄河中下游地区，唐朝中期淮河以南的土地大量開墾及大修水利，插秧移植水稻，使江淮的糧產量大幅增加，成为全国重要的粮食产区:102。白糖的製造始於唐贞观二十一年（647年），宋以後長江以南各省種植甘蔗。种植贩运茶叶的发展形成南方经济的一大收入。饮茶的习俗，从南方传到北方，逐渐普及。南方的茶叶，通过大运河和陆路大批运往北方各地，至吐蕃渤海，甚至远及波斯大食。然因賦稅不足，國用匱乏，贞元九年（793年）正月，鹽鐵使張滂奏請在主要產茶州郡及交通要塞，委派鹽鐵度支巡院設置茶場，由主管官吏分三等定價，每十稅一，在唐朝中期以後成為國家的重要收入，因此在歷史上成為正式建立稅茶之始。

### 手工業

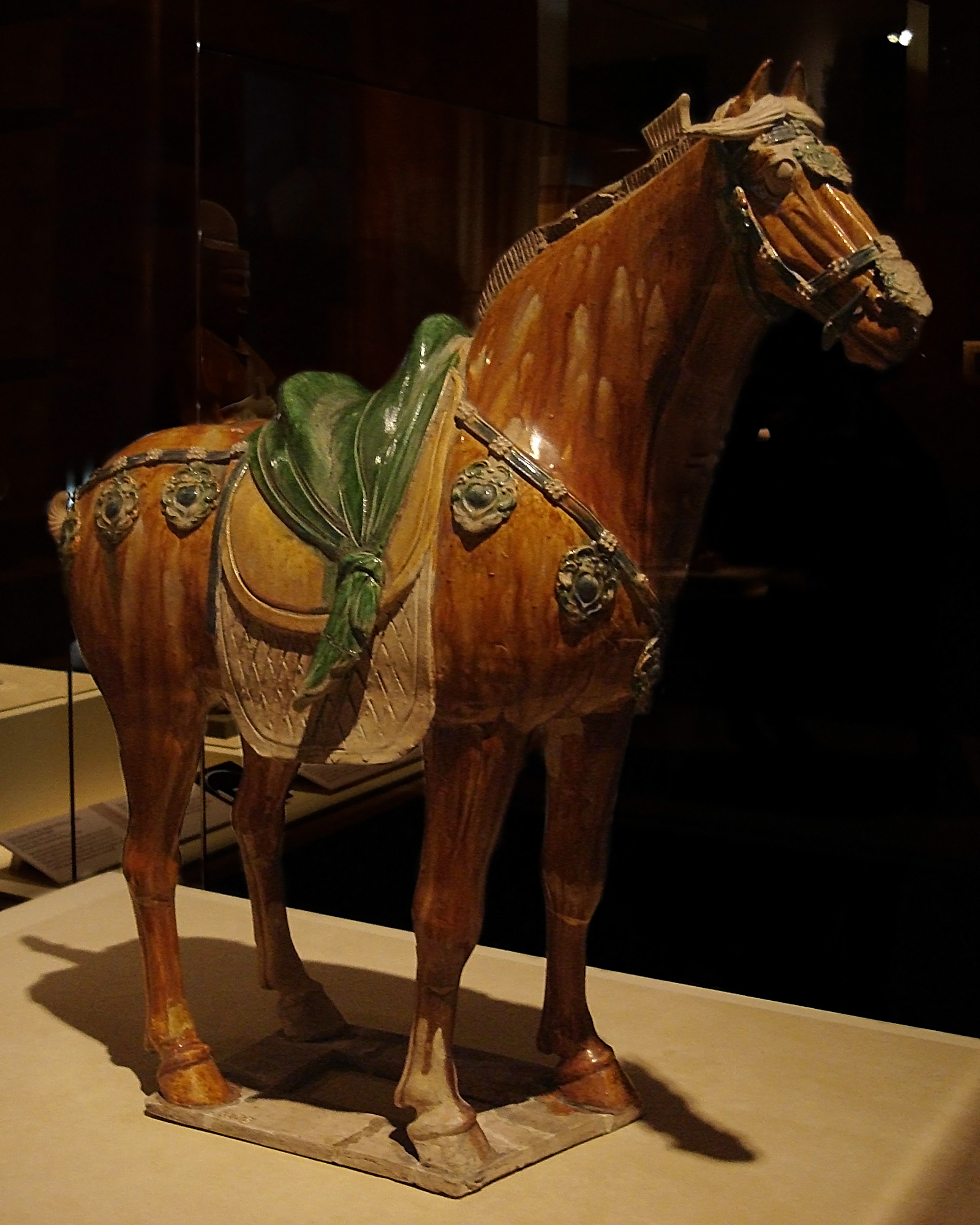
唐三彩的普遍造型—立马

唐代手工業分官營和私營兩種。工部是主管官營手工業的最重要部門，直接管理的機構有少府監、將作監、軍器監。少府監主管精緻手工藝品；將作監主管土木工程的興建；軍器監負責兵器的建造。監下設署、署下設作坊。此外還有鑄錢監和冶監等。官營手工業的產品一般不對外銷售，只供皇室和衙門消費。工人則分為工匠、刑徒、官奴婢、官戶、雜戶等。私營手工業較官營手工業比不發達。唐前期主要手工業有紡織業、陶瓷業和礦冶業:107。丝、麻为主要纺织对象。河南道的绢，江淮的布都是其中的上等品种。唐朝的丝织品广泛沿用北朝的蜡缬法染色，并先后研发出夹缬、绞缬两种新染色法。织品图案亦受西域胡风影响体现出少许波斯风格。白瓷的精细，唐三彩的数量可以证实当时陶瓷业之发达。唐三彩以黄、绿、白三色为主，表现当时对施釉技术的熟练掌握，虽是随葬物品，但制作精致，取材涉及唐代社会上下的方方面面。金银器制造业汲取西域的一些技术，采用灰吹法达到很高的金银纯度。淮南扬州出产方丈镜、江心镜等上等铜镜。唐朝中期，南方手工業大幅進步，特別是絲織業、造紙業和造船業：民间普及饲养桑蚕，开辟用竹造纸，制造人力脚踏轮船。越州越窑烧制出的秘色瓷是唐朝后期南方陶瓷业的杰出代表。

### 商業

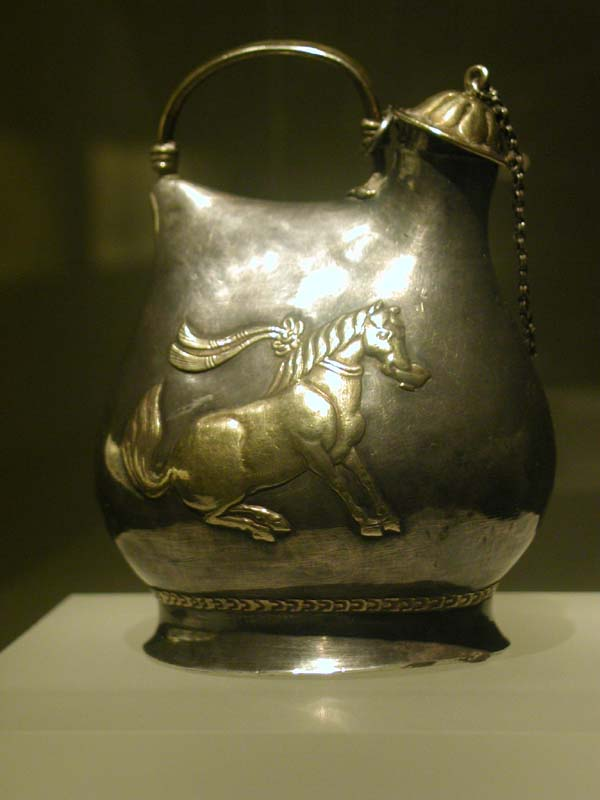
唐朝镀银罐，仿北胡的皮革水袋

唐代的城市商品经济处于成長的胚芽时期。长安（雍州、京兆府）、洛陽（洛州、河南府）、魏州、清河郡、齐州历城（济南郡）、睢阳（宋州）、楚州、蘇州、涿郡（幽州）、揚州（江都、广陵城）、成都（益州、成都府）、廣州、晋阳（并州、太原府）等都是一定地域內的商业中心。唐朝國內交通在当时世界上是十分發達的。陸路交通以長安為中心，道路遍佈全國。水路交通則是以洛陽為中心的南北大運河為主。全國共有驛站一千四百六十三所。其中陸驛一千二百九十七所，水驛一百六十六所。商人用于存放商物的邸店因其利润之高，在交通枢纽周边发展开来。唐朝中期开始，由于大批官僚士族与工匠南迁，长江流域商業城市發展快速，国家的经济财政亦仰赖南方的补给，当时有「揚一益二」的說法；而江南最大城市、江南东道治所苏州的繁华程度在中唐时期已逐渐开始超越扬州和洛阳，在全国仅次于长安，成为整个中国南方唯一的、最高等级的州——雄州，有「甲郡标天下」之说，即所谓“当今国用，多出江南。江南诸州，苏最为大”；此外杭州、湖州等地的经济也得到较快发展。而坊市分開的制度在苏州、揚州等商業城市被打破，還出現夜市。
大唐是世界上最早发行纸币的国家，飛錢是世界上最早的纸币。這是世界上最早的紙幣雏形，也是近代世界各国学者所公认和认可的最早纸币。唐代大城市中出現櫃坊和飛錢。櫃枋經營錢物寄付，在櫃枋存錢的客戶可以憑書貼（類似於支票）寄付錢財。這些都說明商業在唐朝中期的繁榮。唐末，因為黃巢之亂和藩镇戰爭，户数锐减，社会经济规模再也未能达到开元盛世的水平:113。
唐代，海外貿易開始興盛，西元八世紀下半期，從廣州經由麻六甲海峽進入印度洋，抵達印度、錫蘭、再西入波斯灣、亞丁及紅海地區的航路。將通往西方的海道與往新羅及日本的海道連接起來，唐代海外交通所能抵達的範圍，已及於新大陸發現之前舊世界的大部分地區，中東商人如猶太人、波斯人以及阿拉伯人紛紛東來。中國沿岸的交州、廣州、泉州、明州（今浙江宁波）、揚州等城市，因與蕃舶互動頻繁，如雨後春筍般興盛起來，成為重要的對外貿易港口。為因應海上貿易的新形勢，唐代還特別設置「市舶司」，用來管理蕃舶的進出以及徵稅事由。海外貿易的數量，自此不斷成長。

### 貨幣制度

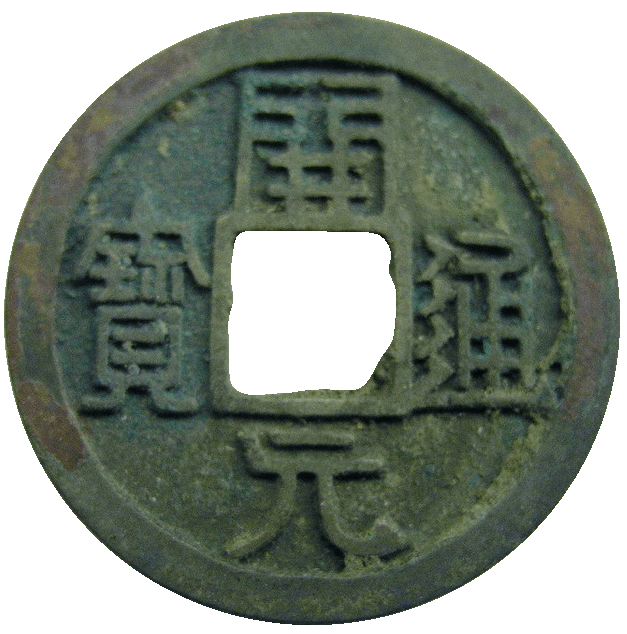
唐朝通用货币“开元通宝”

唐武德四年（621年）七月，“廢五銖錢，行開元通寶錢，徑八分，重二銖四絫，積十文重一兩，一千文重六斤四兩”，確立國家鑄幣的法幣地位。與此同時，又繼承魏晋南北朝時期以絹帛為貨幣的傳統，實行“錢帛兼行”的貨幣制度——錢即銅錢，帛則是絲織品的總稱，包括錦、繡、綾、羅、絹、絁、綺、縑、紬等，實際上是一種以實物貨幣和金屬貨幣兼而行之的多元的貨幣制度:290。
初期，社會經濟以自然经济為主，商品经济處於復蘇階段，水準很低。在這種情況下，錢帛兼行的貨幣制度較好地適應小額商品交易的需要。但隨著貞觀末期，尤其是高宗、武后及玄宗時期商品經濟的繼續發展，錢帛兼行的貨幣制度逐漸暴露出其落後的一面。首先表現在絹帛作為貨幣因體大物重、不便分割、難於運輸儲藏等缺點開始不受市場歡迎，絹帛作為貨幣的職能趨於衰退，商品交易趨向喜歡使用更高一級的銅錢作仲介，提出增加流通中銅錢投放量的要求，然而唐王朝的官營鑄幣不能滿足這種要求，於是造成流通中銅錢短缺的日益加劇，又進而引發嚴重的銅錢的私鑄和濫鑄，造成物價波動、貨幣流通不穩定以及經濟發展的混亂，對國家財政制度造成威脅:144。
唐政府不斷出臺嚴厲打擊私鑄和濫鑄等的法令，並禁斷使用惡錢，但是由於銅錢供應量嚴重短缺，幣值不斷上升堅挺，私鑄和濫鑄有暴利可圖，所以成效並不理想。

### 土地与赋税制度
唐朝戶籍制度沿襲隋朝，行三等戶制。前期的賦稅制度，大提承襲隋朝，於624年頒行均田制與租庸調制。均田制是政府授田給人民而徵其租賦，分成公田與私田。身死後公田繳還政府重新分配，剩下可以傳後的私田即「永業田」。由於隋末民变產生大量無主土地，所以唐朝前期有充足的土地推行。除了人民之外，政府官員與王公貴族也各有額定的永業田。相较隋朝，唐朝对土地的買賣宽松许多，但仍有嚴格的限制:117。租庸調制方面，租是授田男丁每年繳固定的栗或稻，庸是每人每年要為國家服的勞役，調是每丁按照當地特產繳納絹麻之物，如果不產絹麻可用銀兩代替，庸和調也可用一定數量的絹免役。這種制度精神在於政府為民置產，其因其產而繳稅，即沒有重徵累民的問題，又可以防止兼併之風，自然是一種良制。唐朝前半叶，户税逐年上升，高宗時约收户税十五万余贯，至玄宗時已高达二百多万贯:142。
均田制與租庸調制對人民的經濟壓力不會很大，但是人口流動不能過大，戶籍和田籍需要齊全清楚。如果政治敗壞，田地過度兼併，閒田過少，人民過度避稅，這兩個制度就會走向瓦解。武周末年均田制开始形同虚设，政治漸不以往。加上突厥、契丹連年入侵，人民逃避徭役，逃亡者漸增。唐玄宗天寶後期，不課稅的戶約占全國總戶三分之一；不服役的人口約佔全國人口六分之五，逃税情况普遍存在。安史之亂後，戶口逃匿者增加，租庸調制無法繼續實行，所以在唐朝後期出現兩稅法。德宗時期，宰相楊炎制定兩稅法，並且廢除其餘名目的租稅。兩稅法即政府以當地現有的男丁與田地數為依據，劃分等級，規定分兩次於夏天、秋天納稅。而商人是以貨物總值的三十分之一，於所在的州縣納稅。其稅額，原本用錢為單位，到穆宗時以布代替。這樣，官僚、貴族、地主和商人都要合理納稅，減輕平民的負擔，也增加政府的收入。兩稅法雖然簡化賦稅方式，但是授田制度被廢除。使得戶籍持續陷入混亂，田地兼併的問題也都沒有解決。此後中國的賦稅制度，一直沿襲兩稅法的原則，沒有再恢復授田制度:143。
兩稅法未能阻擋官僚、地主、大商人利用特权手段减税、免税、逃税。唐朝后期随着物价上升，两税制对平民的剥削愈来愈严重:143。唐朝后期，为解决财政拮据的局面，先後對盐、铁、酒、礦等實行专卖制度，並且課茶稅與關稅等。结果导致物价飞腾，民怨四起，民间贩卖私盐者不在少数。而盐铁专卖制度也是黃巢之亂的直接原因之一:97。

## 文化

### 學術思想

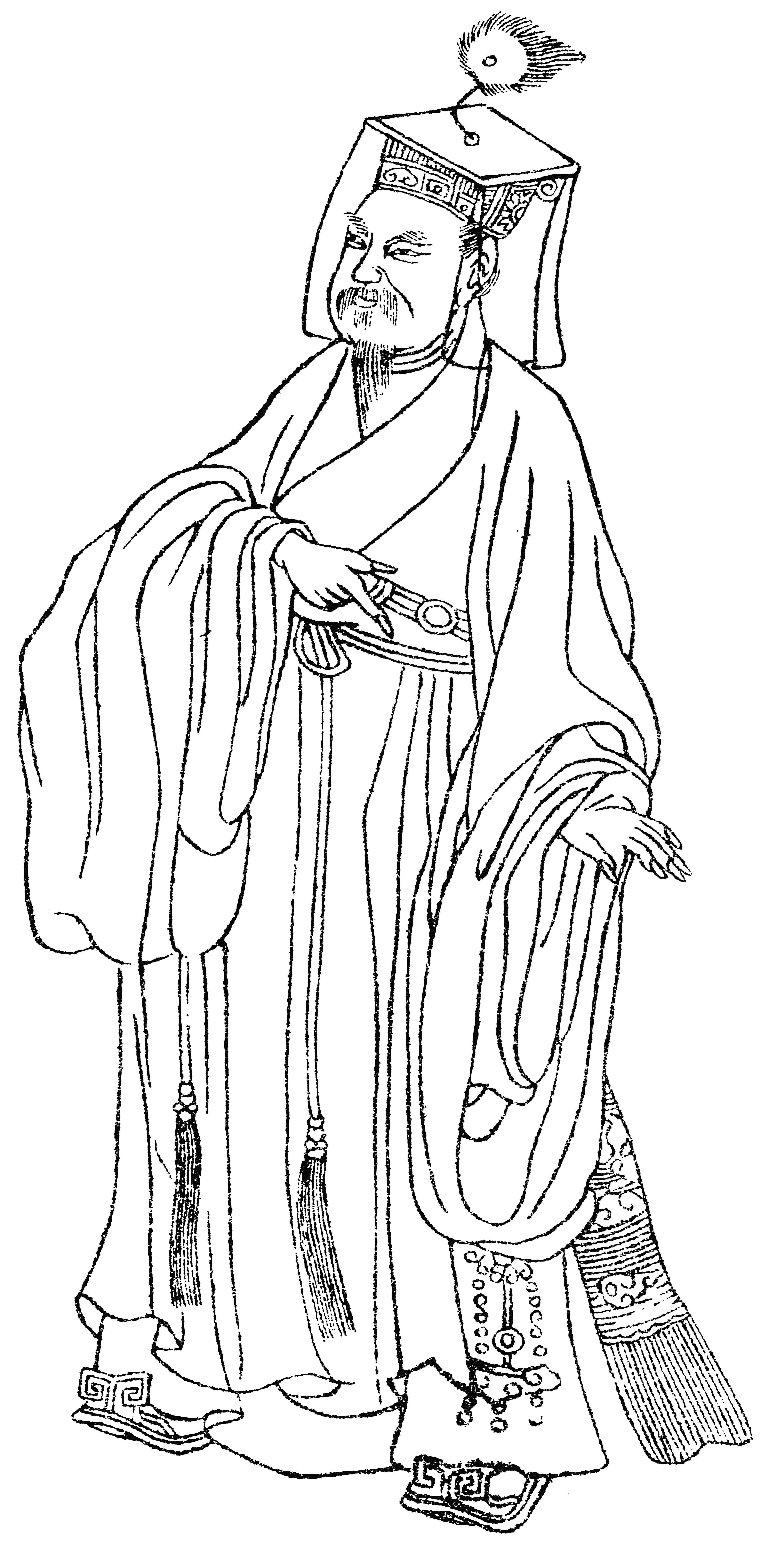
韩愈（圖中人物）與柳宗元是當時古文運動的倡導者，合稱「韓柳」。北宋蘇軾稱讚他「文起八代之衰，道濟天下之溺，忠犯人主之怒，勇奪三軍之冠」

唐代前期思想繼承魏晋南北朝的儒学，例如孔颖达编著的《五经正义》，五经正义中的思想大多由汉晋大儒完成，尤其是郑玄的功劳最大。唐初与明初比较类似，国家在做的是执行前哲的思想。唐朝中期以後，思想上的重大改进发生，韩愈、柳宗元、李翱、刘禹锡等人的思想创见，承前启后。还有，杜甫、白居易等人的思想价值同样不能被忽略，他们不仅仅是诗人。后世所谓经学，严格意义上应该叫做“汉晋唐经学”，后世所谓理学，应该叫做“唐宋明理学”。
韩愈和李翱的作品突出体现唯心主義思想，而柳宗元和刘禹锡更是唐代唯物主义思想的代表。韩愈在他著作《原道》和《原性》中复古崇儒、驳斥佛道，认为僧道不顾及生产，浪费社会财富，僧尼道士应当回乡还俗，焚烧佛经咒文，将寺庙观宇改为民居。他推崇孔子在《论语》中道述的道德观念，以其作为日常伦理的标准。他认为天生人性，并可划分为上中下三品。李翱在《复性书》发展孟子的性善论，认为人之性皆善，但在日常生活中受到喜怒哀乐之情的干扰，使得性无法发挥，要求恢复人的善性克制人的情欲，所谓“复性”。韩愈和李翱的思想是宋代理学的先声”。
柳宗元在他的《天说》、《天对》、《封建论》等哲理文章中指出人命与天命无关，天即自然元气，无法对人世赏功罚过，“功者自功，祸者自祸”，人的遭遇纯属自己创造。刘禹锡发展荀子的天论观点认为宇宙之内竟是物质，天本身同样是物质，虽有客观规律存在，但不能影响人事。他认为唯心理论的产生是因为人世间是非颠倒，人无能胜天，所以宣扬天命理论。

### 文學與史學
唐朝文學成就以詩歌最為發達。清人所編《全唐詩》共收錄兩千兩百多位詩人的四萬八千九百多首詩，這還不是全部。唐初詩人以「初唐四傑」最為著名（王勃、楊炯、盧照鄰、骆宾王）:712。盛唐時期詩人可分為以王维、孟浩然為代表的田園派和岑参、王昌龄為代表的邊塞派。其中集大成者為「詩仙」李白和「詩聖」杜甫最為出名，「詩佛」王維也是當時的著名詩人:715。李白的詩，飄逸灑脫，感情澎湃，充滿浪漫主義的色彩。而杜甫的詩則更多體現現實主義之情懷，王維的詩更將佛法融合其中。中唐時期最卓越的詩人是白居易，他的詩通俗易懂。此外還有元稹、韩愈、柳宗元、刘禹锡、李賀等:724。晚唐詩人以李商隱和杜牧最為出眾，被稱為「小李杜」。後世宋、明、清雖仍有傑出詩人出現，但總體水準都不如唐朝詩人，唐詩成為中國古詩不可逾越的巔峰:730。後世所稱「唐宋古文八大家」之中，有2位唐代詩人（韓愈＆柳宗元），宋代則有6位文學家被歸類其中。
散文方面，六朝以來，文壇盛行駢文這種文體形式，駢文講究聲韻、對偶、典故，辭藻華麗，以四字句和六字句為主:293。在唐初十分流行，以初唐四傑最為著名，但這種文體到唐朝時顯得形式僵化，內容空洞，故到了天寶年間，古文逐漸興起:727。古文運動在名義上是要恢復先秦兩漢的散文，實際上是要文章更有內容，也就是「文以載道」。韓愈是唐宋八大家之首，他的散文氣勢磅礴又思想深刻，號稱「文起八代之衰」；不過唐代的古文運動在韓柳去世後就逐漸衰退，唐末駢文又再度興起:736。
傳奇是中國的一種古典小說形式，出現在隋朝，興盛於唐朝:746。著名的傳奇包括《柳毅傳》、《鶯鶯傳》、《南柯太守傳》、《枕中記》和《長恨傳》等。有的傳奇在後代還被改編為戲劇和白話小說。唐朝變文在中國文學史上也有重要地位。所謂變文起初是指佛教僧侶宣傳佛教講唱佛經的底本。最初變文僅限於佛教經典，後來則開始講唱其他故事，講唱的人也不限於僧侶。變文對傳奇和後世的說唱文學都有很大影響:749。
唐朝史學開創國家正式開館修史這一風潮:292。贞观年间史館奉詔所修的正史有《晋书》、《梁书》、《陈书》、《北齐书》、《周书》、《隋书》六部。加上史家李延寿私撰的《南史》和《北史》，合計廿四史中有八部出在唐朝，占總數的三分之一。官修史书成书较快、收录详尽，丰富国家的历史档案，但因统治者直接控制修史工作，多少会根据编书时的政治需求出现删减夸大的行为。此外，唐朝還有杜佑扩寫《政典》的政書《通典》与刘知几的修史專著《史通》等。杜佑尤其重视财政经济与典章法令制度，认为历史多有现实政治中可以采纳效仿之处。刘知几强调史学家在修史的过程中要有独自创新的评论见解，是为中国历史理论学的开端:749。

### 宗教
道教遵奉老子李耳为本教創祖，由於唐朝皇帝乃李姓，因此道教自唐初就被规定居于佛教之上，在唐代上流社會也很流行。唐朝李氏家族认为其为老子之后，高祖特別在終南山建太和宮以祭老子，高宗追尊老子為太上玄元皇帝(也自稱天皇)，並詔令王公百官研習老子的《道德經》。武则天上奏请令王公百官都学《道德經》，每年依《孝经》、《论语》例考士人。玄宗、代宗亦大力提倡道教，使其在中国的地位达到顶峰。玄宗亲自注解《道德经》，开元二十一年（733年）還在科舉考試中增設道舉與儒家經典，同列《明經》科舉人策試教本，明顯有將道家列為國學，頗有與儒家經學齊足並馳的意義。据《新唐书·百官志》记载，开元年间全国有宫观1687所，其中女观550所。当时主要有清经法派和正一派二宗，主要人物有王远知、潘师正、司马承祯、吴筠、张果等。道教之所以受皇室青睞，主要原因是他们多有炼丹，以求長生不老，但其成份可能有毒，故唐朝的许多皇帝亦因信之服用而丧生，例如武宗、宣宗:706。
宗教在社會上的地位與影響力，唐時可謂最高。唐朝時期佛教的主要宗派有天台宗、華嚴宗、法相宗、淨土宗和禅宗。唐代佛教的一大轉變，由出世轉向入世。天台宗奉《法華經》，故又稱為法華宗。華嚴宗奉《華嚴經》，參與政治較多。淨土宗則易於入門。禪宗分為南北二宗，北宗創立者是神秀，他主張漸悟說。南宗創立者是惠能。武宗因崇信道教，對佛教採取高壓政策，史稱會昌毀佛，使得除禅宗南宗等少數宗派外，其他佛教派別從此一蹶不振。佛教的政治地位虽不及道教，但其传播范围之广、经济实力之大、信徒人数之多都远在唐代道教之上:654。
除了佛道二教外，當時還有伊斯兰教、景教、拜火教與摩尼教等外來宗教，後三者合稱「唐代三夷教」，但社会影響力较小。唐代对外来宗教相对宽容，期间多有外来教士传授教法，其中以伊斯兰教和景教为最大。伊斯兰教是唐的敌国大食的国教，称作“大食法”。651年，先知穆罕默德的舅父沙德作为使节两次出使中国，得到高宗接见以及传教的准许，在广州筑建怀圣寺。以后的两个多世纪，伊斯兰教随着西域商人沿途陆海两条丝路入唐，在中国发展壮大。景教通过同一个路线传入中国，因被误认是大秦国（拜占庭帝国）的国教，所以称作“大秦景教”。638年为唐朝所认可并得到政府资助在长安兴建大秦寺，并立下石碑:154。然而會昌五年（845年）武宗大舉廢佛，因此景教也同時被禁，此後幾乎在中國絕跡:706。
摩尼教為西元242年創建於波斯國沙普爾一世時的摩尼，安史之亂後，回紇勢大，摩尼教憑著回紇的庇蔭下在中國傳教，不過後來受會昌毀佛影響，摩尼教勢力遭受沉重打擊，不過並未斷絕，該教信徒到了政治控制力較弱的南方並漸與其他宗教相結合，在今天的福建建立傳教據點，流傳到東南浙、閩沿海地區，從此轉為民間秘密宗教，也影響日後的明教、彌勒教、白蓮教等教派。

### 教育与入仕制度
中国历史上第一个状元、三元及第，都诞生于唐朝，即武德五年（622年）状元孙伏伽（一说651年的颜康成），建中二年（781年）三元状元崔元翰。唐朝的學校以官辦為主。中央設國子監，下轄六學，為國子學、太學、四門學、律學、書學、算學。這些學校主要招收貴族官僚子弟，也招收少量平民子弟。由博士与助教授课，學生稱生徒。國子學、太學、四門學传授以九經为主的儒学经典，按生徒家中官位的高低分级招收。三品以上官员的子孙可入國子學，有生徒三百余人；五品以上官员子孙可进太学，有五百余生徒；四门学兼收五品以下官员及庶民子孙，生徒多达千人。律學、書學、算學教授实用学问，收纳八、九品官员及庶民子弟，名额限于十余人。地方設立州学、縣學，每校有學生十来人:150。
学校旨在培养官僚书吏，亦為科举考試服務。名望好的學校保送生徒參加科舉考試。科舉制度在唐朝進入逐渐完备期，分為常舉和制舉兩種。常舉每年舉辦考試，科目有明經、進士、明法、明書、明算等。此外還有秀才、道舉、童子、一史、三史等科目。常舉的應考舉子有兩個來源，一是保送的生徒；二是鄉貢選拔出來的自學者。應考舉子主要集中在明經和進士兩科。明經科主要考試儒家經典，難度較低。進士科主要考詩賦和政論，難度高，但其是主要的高官晉身之階，即“昔日齷齪不足跨，今朝放蕩思無涯。春風得意馬蹄疾，一日看盡長安花。”明經科的錄取率約為十分之一二，進士科不過百分之一二。時有諺曰：三十老明經，五十少進士。而制舉則是臨時考試，是為了網羅非常人才，不常舉行。因為科舉制度比較公平且機會相等，平民得以晉身，所以成為士族末落、門第消融的起點:150。
科举制度除外，还有门荫和流外入流两种入仕渠道。门荫即晚辈承接前辈职务。流外入流指九品以下的官员通过考验，升职为品官。唐初，以此二途入仕的为主流，后来太宗大力推广学府，科举制度逐渐推行。唐代教育的普及，削弱了传统世族的特权，加强了有效的行政管理，扩大了政权的社会基础；尤其是唐朝后期黄巢之乱对门阀士族的沉重打击，在后来的宋代中科举制度真正得到完善。盛唐时期，东亚多国遣送其贵族子弟来唐入学，又将儒家文化传授国外。

### 藝術
唐初的阎立本、閻立德兄弟擅畫人物。吴道子則有「畫聖」之稱呼，他兼擅人物、山水，並吸收了西域畫派的技法，畫面富於立體感，有「吳帶當風」之說。张萱和周昉以畫侍女圖為主，他们的著名作品有「搗練圖」、「虢國夫人游春圖」和「挥扇仕女圖」等，进一步发展人物画。魏晋南北朝时期，山水风景多为衬托人物主题的配景，而隋唐以来，山水风景成为主题，出现山水画这个重要分支。当时分南、北两派。詩人王维擅長水墨山水畫，是南派的代表，蘇軾评他「诗中有画，畫中有詩」。北派画家李思訓善用青绿画金碧山水。又有曹霸、韓幹善画马，韓滉善画牛，薛稷善画鹤，边鸾善画孔雀等:755。
唐朝的壁畫事業特別發達。莫高窟與墓室壁畫都是傳世精品。唐朝的雕刻藝術同樣出眾。敦煌、龍門、麥積山和炳靈寺石窟都是在唐朝時期步入全盛:761。龙门石窟的盧舍那大佛和四川乐山大佛都令人讚歎。昭陵六駿、墓葬三彩陶俑都非常精美。其中雕刻家楊惠之被稱為塑聖。唐朝時期，書法家輩出。欧阳询、虞世南都是唐初著名書法家。歐陽詢的楷書筆力嚴整，《九成宮醴泉銘》为其名作。虞世南楷書字體柔圓，代表作品有《孔子庙堂碑》、《汝南公主墓志》、《摹兰亭序》等。颜真卿和柳公權是唐朝中後期的著名書法家。顏真卿的楷書用筆肥厚，內含筋骨，勁健灑脫，其代表作有《多寶塔碑》、《颜氏家寶庙碑》、《麻姑仙坛记》等；柳公權的字體勁健，代表作有《玄秘塔碑》，世人稱顏柳二人書法為「顏筋柳骨」。張旭和懷素則是草書大家，後者奔放揮灑，深具個人風格及藝術性:755。
唐朝音樂舞蹈發達。太宗平高昌得高昌乐，并入原有的九部乐成为十部乐：燕樂、清商樂、西涼樂、天竺樂、高麗樂、龟兹乐、安國樂、疏勒乐、康國樂、高昌樂。高宗以後，十部樂開始衰落，音樂家開始研究新的樂舞，各部乐间的区别逐渐消失，至玄宗朝撤销。玄宗本人就是音樂家，爱好亲自演奏琵琶、羯鼓等多种乐器，擅长作曲，作有《霓裳羽衣曲》、《小破阵乐》等百余首乐曲；他非常重視雅乐事業，将十部乐分为坐部伎（坐在堂上演奏）和立部伎（立在堂下演奏），曾經親選坐部伎三百人，號為「皇帝梨园弟子」，李龜年和永新娘子都是名噪一時的歌唱家。唐朝的舞蹈則是以健舞和軟舞最為出名。健舞因其节奏明快、雄健豪爽而得名，有《阿辽》、《柘枝》、《拂林》、《大渭州》、《黄獐》、《阿连》、《剑器》、《胡旋》、《胡腾》、《杨柳枝》等多种。软舞即文舞，优美柔婉，节奏舒缓，有《垂手罗》、《回波乐》、《兰陵王》、《春莺啭》、《借席》、《乌夜啼》、《凉州》、《绿腰》、《屈柘枝》、《甘州》等。著名的舞蹈「七德舞」、「上元舞」、“九功舞”合称“三大舞”，流行于宫廷。舞蹈家則有楊玉環、公孫大娘、谢阿蛮等。晋朝永嘉之乱后西域舞乐东传中原，与华夏舞乐融合两个多世纪，至唐代已有很强的胡风特色。多种健舞软舞都采用一种昂首望上，双脚原地急转如旋风的动作，因来源西域，谓之“胡旋”。唐代散乐多含杂技，统称“百戏”，包括浑脱、寻撞、跳丸、吐火、吞刀、筋斗、踢毯等项目。

### 科技
唐朝科技相对于前代有明顯進步。在中国历史上有大量的科技发明，所谓的四大发明之中有两个都诞生于唐朝，即火药和雕版印刷。尊称藥王的孙思邈撰写的《千金要方》和补本《千金翼方》，论及药物之本、诊治之诀、针灸之法、养生之术，都是不可多得的醫書。《新修本草》是中国最早的一本国家官修药书，成书于唐高宗显庆四年（659年）。天文學家僧一行在世界上首次測量子午線的長度，他還與梁令瓚合作，铜铸製成黄道游仪与水運渾天儀。他在《大衍历》历书中运用二次差内插法并创新近似三次差的内插公式，为王恂等后人奠定基础。初唐数学家王孝通著于武德九年〔626年〕的《缉古算经》在世界上首次系统地创立三次多项式方程，对代数学的发展，有重要意义。李淳風等人修订《算经十书》是唐朝算学的重要成果。
唐初大型地理志书《括地志》共550卷，内容丰富，对后世的地理研究影响深远。贾耽的《海内华夷图》绘有唐近邻的数百国家。此外还有李吉甫著的地方誌《元和郡縣圖志》，杜佑撰寫的政書《州郡典》，樊绰介绍云南南诏国的《蛮书》等。唐在隋大興城的基础上扩展修建首都長安城，東都洛陽規劃同样规划嚴整，规模宏大，是中国历史都城中规划最为严谨端正的两个。长安城在盛唐年间极盛时人口达到80—100万，成为当时世界上最大的城市，也為後世留下城市規劃的樣板。當時周邊國家的首都，如：日本平安京、新羅金城、高句丽平壤和渤海國上京龙泉府都是仿照長安建造。大明皇宫占地广大，现今遗址范围相当于明清紫禁城总面积的三倍之多。
唐朝的木結構建築規模雄渾，氣魄豪邁，建筑流程进一步定型化，提高施工速度。佛塔形式也融合中國與印度的造型，顯得千變萬化，多種多樣。868年，中國《金剛經》的印製是世界上已知最早的雕版印刷。在成都和敦煌都发现过雕版印制的《陀罗尼经咒》。雕版印刷为五代以后书籍的大量发行和普及创造条件。中國的造紙、紡織等技術在751年的怛罗斯战役之中传入大食国，之后在12世纪传入西班牙，到13世纪传入意大利，到14世纪初叶传遍整个欧洲。646年，甘蔗熬糖法也从摩揭陀传入唐朝。

## 社會

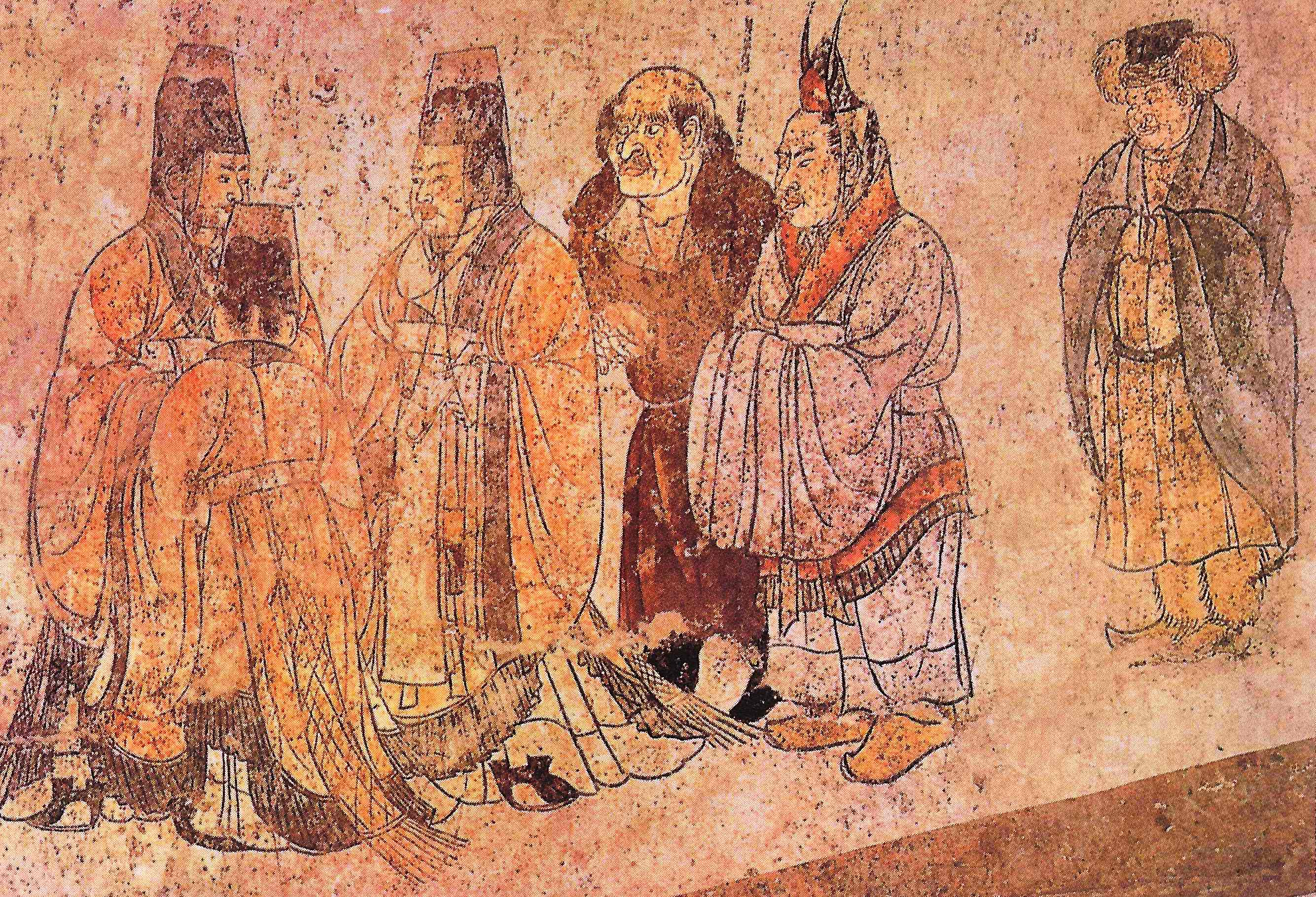
章懷太子墓中壁畫，胡服、漢服者並立

唐代社會，雖然士族的勢力被削減，但仍然不是一個平等的社會。《唐律》中也明訂，人分為「良」、「賤」兩大類，賤民只能與賤民結婚；地主殺害部曲最多求刑一年，而部曲殺害地主必處斬。雖然科舉制度實行，但由於世族的生活條件較為優渥，其子弟的文化修養也就跟著較高，不論是否參加科舉，進入仕途都不是非常困難；唐代宰相出身世族者也就不在少數:144。唐代進士選拔，另有一些社會公評的含義，防弊措施並不嚴格，常有考生向主考官請託，自我吹噓的情形，但當時人並不視為舞弊，所以錄取進士的，有許多是權門子弟；而才氣縱橫的杜甫，兩次考試都落榜:144:187。
唐代是“胡風”盛行的時代。所謂“胡风”，特指流行於唐朝社會各階層的種種並非漢民族原有的社會風習而言，其中主要有當時從北方遊牧民族和西域等地傳來的風俗，也有由五胡十六国时期南下的遊牧民族遺留的社會風俗，諸因素共同作用的結果，形成唐朝胡風盛行的局面。如“胡樂”、“胡服”、“胡食”等在長安城是極其盛行的。西域外族服饰文化对唐朝服饰影响巨大。唐代元和以前，除百官公服外，男女常服大都随意穿着，故有穿胡服的风气，至玄宗时达于极盛。元和以后，衣服渐尚宽长，此后，唐人渐厌胡风改从汉制，于此可以看出，唐人已颇有复古的倾向。
唐代妇女的地位较高，在服饰中也有体现。贵族及宫廷女子多为半裸胸的宽松罗裙（例如以石榴莘取物染色之石榴裙，又稱「血色羅裙」）。裙腰系得较高，在胸腋之间。歌女服饰染色醒目绚丽，贵族染色富丽高雅。按领子款式分为圆领、翻领、方领、斜领、直领和鸡心领等。隋文帝开创穿黄龙袍的习礼，唐高祖武德年间令臣民不得僭服黄色，黄袍成为皇室专用之服。

## 君主年表
| 庙号                      | 谥号 | 姓名   | 统治时间    | 年号 |
| ------------------------- | --- | ------ | ----------- | --- |
| 唐朝（武周前）618年—690年 | |        |             | |
| 高祖                      | 太武皇帝（初谥） 神尧皇帝（高宗上元元年改谥） 神尧大圣皇帝（玄宗天寶8年加谥） 神尧大圣大光孝皇帝（玄宗天宝13年加谥）                                                                          | 李渊   | 618年-626年 | 武德 618年-626年 |
| 太宗                      | 文皇帝（初諡） 文武聖皇帝（高宗上元8年加諡） 文武大聖皇帝（玄宗天寶8年加諡） 文武大聖大廣孝皇帝（玄宗天寶13年加諡）                                                                           | 李世民 | 626年-649年 | 贞观 627年-649年 |
| 高宗                      | 天皇大帝（初谥） 天皇大圣皇帝（玄宗天宝8年加谥） 天皇大圣大弘孝皇帝（玄宗天寶13年加谥） | 李治   | 649年-683年 | 永徽 650年-655年 显庆 656年-661年 龙朔 661年-663年 麟德 664年-665年 乾封 666年-668年 總章 668年-670年 咸亨 670年-674年 上元 674年-676年 儀鳳 676年-679年 調露 679年-680年 永隆 680年-681年 开耀 681年-682年 永淳 682年-683年 弘道 683年 |
| 中宗 （被废）             | 孝和皇帝（初谥） 孝和大圣皇帝（玄宗天宝8年加谥） 大和大圣大昭孝皇帝（玄宗天寶13年加谥） | 李显   | 684年       | 嗣圣 684年 |
| 睿宗 （被废）             | 大圣真皇帝（初谥） 玄真大圣皇帝（玄宗天寶8年加谥） 玄真大圣大兴孝皇帝（玄宗天寶13年加谥） | 李旦   | 684年-690年 | 文明 684年 光宅 684年 垂拱 685年-688年 永昌 689年 载初 690年 |
| 武周（690年-705年）       | |        |             | |
|                           | 則天大聖皇后（初諡） 天后（殤帝唐隆元年改諡） 大聖天后（睿宗景雲元年加諡） 天后聖帝（睿宗延和元年改諡） 聖后（睿宗延和元年改諡） 則天皇后（玄宗開元4年改諡） 則天順聖皇后（玄宗天寶元年加諡） | 武曌   | 690年-705年 | 天授 690年-692年 如意 692年 长寿 692年-694年 延載 694年 証聖 695年 天冊萬歲 695年-696年 萬歲登封 696年 萬歲通天 696年-697年 神功 697年 聖曆 698年-700年 久视 700年 大足 701年 长安 701年-705年 神龍 705年                               |
| 唐朝（武周後）705年—907年 | |        |             | |
| 中宗 （復辟）             | 孝和皇帝（初谥） 孝和大圣皇帝（玄宗天宝8年加谥） 大和大圣大昭孝皇帝（玄宗天寶13年加谥） | 李显   | 705年-710年 | 神龙 705年-707年 景龙 707年-710年 |
|                           | 殇皇帝 | 李重茂 | 710年       | 唐隆 710年 |
| 睿宗 （復辟）             | 大圣真皇帝（初谥） 玄真大圣皇帝（玄宗天寶8年加谥） 玄真大圣大兴孝皇帝（玄宗天寶13年加谥） | 李旦   | 710年-712年 | 景雲 710年-711年 太极 712年 延和 712年 |
| 玄宗                      | 至道大圣大明孝皇帝 | 李隆基 | 712年-756年 | 先天 712年-713年 开元 713年-741年 天宝 742年-756年 |
| 肅宗                      | 文明武德大圣大宣孝皇帝 | 李亨   | 756年-762年 | 至德 756年-758年 乾元 758年-760年 上元 760年-761年 |
| 代宗                      | 睿文孝武皇帝 | 李豫   | 762年-779年 | 宝应 762年-763年 广德 763年-764年 永泰 765年-766年 大曆 766年-779年 |
| 德宗                      | 神武孝文皇帝 | 李适   | 779年-805年 | 建中 780年-783年 兴元 784年 贞元 785年-805年 |
| 順宗                      | 至德大圣大安孝皇帝 | 李诵   | 805年       | 永贞 805年 |
| 憲宗                      | 圣神章武孝皇帝 | 李纯   | 805年-820年 | 元和 806年-820年 |
| 穆宗                      | 睿圣文惠孝皇帝 | 李恒   | 820年-824年 | 長慶 821年-824年 |
| 敬宗                      | 睿武昭愍孝皇帝 | 李湛   | 824年-826年 | 宝历 824年-826年 |
| 文宗                      | 元圣昭献孝皇帝 | 李昂   | 826年-840年 | 宝历 826年 大和 827年-835年 開成 836年-840年 |
| 武宗                      | 至道昭肃孝皇帝 | 李炎   | 840年-846年 | 会昌 841年-846年 |
| 宣宗                      | 圣武献文孝皇帝 | 李忱   | 846年-859年 | 大中 847年-859年 |
| 懿宗                      | 昭圣恭惠孝皇帝 | 李漼   | 859年-873年 | 大中 859年 咸通 860年-873年 |
| 僖宗                      | 惠圣恭定孝皇帝 | 李儇   | 873年-888年 | 咸通 873年-874年 乾符 874年-879年 广明 880年-881年 中和 881年-885年 光啟 885年-888年 文德 888年 |
| 昭宗                      | 圣穆景文孝皇帝 | 李晔   | 888年-904年 | 龙纪 889年 大顺 890年-891年 景福 892年-893年 乾寧 894年-898年 光化 898年-900年、900年-901年 天复 901年-904年 天祐 904年 |
| —                         | | 李缜   | 900年-901年 | 天寿？ 900年-901年:114 |
| —                         | 哀皇帝（梁太祖諡） 昭宣光烈孝皇帝（唐明宗追諡） | 李柷   | 904年-907年 | 天祐 904年-907年 |

## 参見
| - 《通典》 - 《旧唐书》 - 《新唐书》 - 《唐会要》 - 《唐六典》 - 《贞观政要》 - 《大唐创业起居注》 - 《唐律疏议》 - 《东观奏记》 - 《資治通鑒》 - 《大唐西域記》 - 漢唐盛世 | - 唐与突厥的战争 - 唐与吐谷浑的战争 - 唐太宗对西域诸国的战争 - 唐与高句丽的战争 - 唐灭薛延陀之战 - 唐灭百济之战 - 唐与新罗的战争 - 唐与吐蕃的战争 - 唐与契丹、奚的战争 - 唐与日本的战争 - 唐与大食的战争 - 唐与渤海国的战争 - 唐与南诏的战争 |